# Liste des lignes de bus de Saint-Brieuc
Pour un article plus général, voir Transports urbains briochins.
Les lignes de bus de Saint-Brieuc desservent les trente-deux communes de Saint-Brieuc Armor Agglomération.

## Présentation
Le réseau de bus a pris son organisation actuelle à la suite de la restructuration du 4 septembre 2017, en lien avec l'extension du périmètre de transport urbain et les travaux du Transport Est-Ouest.

## Lignes actuelles

### Ligne à haut niveau de service
| Ligne | Caractéristiques | Caractéristiques | Caractéristiques | Caractéristiques | Caractéristiques | Caractéristiques | Caractéristiques | Caractéristiques | Caractéristiques |
| teo   | Saint-Brieuc — P+R Avenir ou Cesson République (un bus sur deux) ⥋ Saint-Brieuc — Les Villages ou P+R Plaines Villes (un bus sur deux) | Saint-Brieuc — P+R Avenir ou Cesson République (un bus sur deux) ⥋ Saint-Brieuc — Les Villages ou P+R Plaines Villes (un bus sur deux) | Saint-Brieuc — P+R Avenir ou Cesson République (un bus sur deux) ⥋ Saint-Brieuc — Les Villages ou P+R Plaines Villes (un bus sur deux) | Saint-Brieuc — P+R Avenir ou Cesson République (un bus sur deux) ⥋ Saint-Brieuc — Les Villages ou P+R Plaines Villes (un bus sur deux) | Saint-Brieuc — P+R Avenir ou Cesson République (un bus sur deux) ⥋ Saint-Brieuc — Les Villages ou P+R Plaines Villes (un bus sur deux) | Saint-Brieuc — P+R Avenir ou Cesson République (un bus sur deux) ⥋ Saint-Brieuc — Les Villages ou P+R Plaines Villes (un bus sur deux) | Saint-Brieuc — P+R Avenir ou Cesson République (un bus sur deux) ⥋ Saint-Brieuc — Les Villages ou P+R Plaines Villes (un bus sur deux) | Saint-Brieuc — P+R Avenir ou Cesson République (un bus sur deux) ⥋ Saint-Brieuc — Les Villages ou P+R Plaines Villes (un bus sur deux) | Saint-Brieuc — P+R Avenir ou Cesson République (un bus sur deux) ⥋ Saint-Brieuc — Les Villages ou P+R Plaines Villes (un bus sur deux) |
| ----- | --- | --- | --- | --- | --- | --- | --- | --- | --- |
| teo   | Ouverture / Fermeture 1er septembre 2025 / — | Longueur 5,7 - 9,1 km | Durée 20 - 45 min | Nb. d’arrêts 13 - 23 | Matériel Urbanway 18 | Jours de fonctionnement L, Ma, Me, J, V, S, D                                                                                          | Jour / Soir / Nuit / Fêtes O / O / O / O                                                                                               | Voy. / an — | Exploitant Baie d'Armor Transports |
| teo   | Desserte : - Ville et lieux desservis : Saint-Brieuc (Maison du Diocèse, Lycée Chaptal, Lycée Sacré-Cœur, IUT, Campus Mazier, Piscine Aquaval, Palais de Justice, Centre commercial Les Champs, Bibliothèque André Malraux, École municipale des beaux-arts, Centre hospitalier des Capucins, Lycée Marie-Balavenne, Stade Hélène Boucher, Chambre de commerce et d'industrie des Côtes-d'Armor), Ploufragan (CAF). - Parking relais desservis : Saint-Brieuc (P+R Avenir), Ploufragan (P+R Plaines Villes). - Gares desservies : Gare de Saint-Brieuc.                               | | | | | | | | |
| teo   | Autre : - Arrêts non accessibles aux PMR : Lisbonne. - Amplitudes horaires : la ligne fonctionne du lundi au jeudi de 5 h 11 à 22 h 47 (jusque 0 h 0 le vendredi et samedi). Les dimanches et jours fériés la ligne fonctionne de 9 h 51 à 19 h 55. - Particularités : Les stations entre P+R Avenir et P+R Plaines Villes sont équipées de bornes d'information aux voyageurs et de distributeurs automatiques de titres. La ligne bénéficie d'une priorité aux feux et croisements sur son ensemble et d'une voie réservée (site propre) entre Croix Mathias et Pôle Universitaire. | | | | | | | | |
| teo   | Dernière actualisation : 10 août 2025 | | | | | | | | |

### Lignes principales
| Ligne | Caractéristiques | Caractéristiques                                                                                                 | Caractéristiques                                                                                                 | Caractéristiques                                                                                                 | Caractéristiques                                                                                                 | Caractéristiques                                                                                                 | Caractéristiques                                                                                                 | Caractéristiques                                                                                                 | Caractéristiques                                                                                                 |
| A     | Saint-Brieuc — P+R Avenir ou Cesson République (un bus sur deux) ⥋ Saint-Brieuc — Les Villages Espace commercial | Saint-Brieuc — P+R Avenir ou Cesson République (un bus sur deux) ⥋ Saint-Brieuc — Les Villages Espace commercial | Saint-Brieuc — P+R Avenir ou Cesson République (un bus sur deux) ⥋ Saint-Brieuc — Les Villages Espace commercial | Saint-Brieuc — P+R Avenir ou Cesson République (un bus sur deux) ⥋ Saint-Brieuc — Les Villages Espace commercial | Saint-Brieuc — P+R Avenir ou Cesson République (un bus sur deux) ⥋ Saint-Brieuc — Les Villages Espace commercial | Saint-Brieuc — P+R Avenir ou Cesson République (un bus sur deux) ⥋ Saint-Brieuc — Les Villages Espace commercial | Saint-Brieuc — P+R Avenir ou Cesson République (un bus sur deux) ⥋ Saint-Brieuc — Les Villages Espace commercial | Saint-Brieuc — P+R Avenir ou Cesson République (un bus sur deux) ⥋ Saint-Brieuc — Les Villages Espace commercial | Saint-Brieuc — P+R Avenir ou Cesson République (un bus sur deux) ⥋ Saint-Brieuc — Les Villages Espace commercial |
| ----- | --- | --- | --- | --- | --- | --- | --- | --- | --- |
| A     | Ouverture / Fermeture 17 août 2009 / 1er septembre 2025 | Longueur 6,4 à 8,2 km                                                                                            | Durée 20 à 35 min                                                                                                | Nb. d’arrêts 16 (+ 7)                                                                                            | Matériel Urbanway 18 Citelis 18                                                                                  | Jours de fonctionnement L, Ma, Me, J, V, S                                                                       | Jour / Soir / Nuit / Fêtes O / N / N / N                                                                         | Voy. / an 1,48 million                                                                                           | Exploitant Baie d'Armor Transports                                                                               |
| A     | Desserte : - Ville et lieux desservis : Saint-Brieuc (Maison du Diocèse, Lycée Chaptal, Lycée Sacré-Cœur, Campus Mazier, Piscine Aquaval, Palais de Justice, Centre commercial Les Champs, Bibliothèque André Malraux, École municipale des beaux-arts, Centre hospitalier des Capucins, Lycée Marie-Balavenne, Stade Hélène Boucher, Centre commercial Les Villages). - Gares desservies : Gare de Saint-Brieuc. | | | | | | | | |
| A     | Autre : - Arrêts non accessibles aux PMR : Lisbonne et St-Jouan. - Amplitudes horaires : la ligne fonctionne du lundi au samedi sauf jours fériés de 6 h 8 à 20 h 25. - Particularités : le dernier départ de chaque sens a pour terminus l'arrêt Gare Centre, et offre une correspondance avec le premier bus de chaque sens de la ligne N1. - Date de dernière mise à jour : 19 juin 2025. | | | | | | | | |
| A     | Dernière actualisation : — | | | | | | | | |
| B     | Langueux — Poste ⥋ Ploufragan — Lorraine | Langueux — Poste ⥋ Ploufragan — Lorraine                                                                         | Langueux — Poste ⥋ Ploufragan — Lorraine                                                                         | Langueux — Poste ⥋ Ploufragan — Lorraine                                                                         | Langueux — Poste ⥋ Ploufragan — Lorraine                                                                         | Langueux — Poste ⥋ Ploufragan — Lorraine                                                                         | Langueux — Poste ⥋ Ploufragan — Lorraine                                                                         | Langueux — Poste ⥋ Ploufragan — Lorraine                                                                         | Langueux — Poste ⥋ Ploufragan — Lorraine                                                                         |
| B     | Ouverture / Fermeture 4 septembre 2017 / — | Longueur 15,8 km                                                                                                 | Durée 44 à 49 min                                                                                                | Nb. d’arrêts 48                                                                                                  | Matériel Heuliez GX 327 Urbanway 12                                                                              | Jours de fonctionnement L, Ma, Me, J, V, S                                                                       | Jour / Soir / Nuit / Fêtes O / N / N / N                                                                         | Voy. / an 1,20 million                                                                                           | Exploitants Baie d'Armor Transports                                                                              |
| B     | Desserte : - Ville et lieux desservis : Langueux (Mairie, Poste, Presbytère, Église Saint-Pierre-et-Saint-Paul, Stade, Zone commerciale), Saint-Brieuc (Lycée Rabelais, Palais de Justice, Centre commercial Les Champs, Bibliothèque André Malraux, École municipale des beaux-arts) et Ploufragan (Espace commercial du Carpont, Salle Omnisports, Stade des Hauts Champs, Mairie). - Gares desservies : Gare de Saint-Brieuc. | | | | | | | | |
| B     | Autre : - Arrêts non accessibles aux PMR : Croix Samson, Carpont Espace commercial, Office HLM et Passerelle. - Amplitudes horaires : la ligne fonctionne du lundi au samedi sauf jours fériés de 6 h à 20 h 18. - Particularités : la desserte de Langueux est effectuée par deux trajets desservis en alternance d'un bus sur deux (Grand Pré ou Langueux Stade), l'un desservant le nord de la commune, l'autre passant par le sud, puis tous d'eux rejoignent la zone commerciale. Le dernier départ depuis Ploufragan a pour terminus l'arrêt Gare Centre, et offre une correspondance avec le premier bus de chaque sens de la ligne N2. - Date de dernière mise à jour : 2 septembre 2023. | | | | | | | | |
| B     | Dernière actualisation : — | | | | | | | | |
| C     | Trégueux — Le Brun ⥋ Plérin — Z.A. de l'Arrivée | Trégueux — Le Brun ⥋ Plérin — Z.A. de l'Arrivée                                                                  | Trégueux — Le Brun ⥋ Plérin — Z.A. de l'Arrivée                                                                  | Trégueux — Le Brun ⥋ Plérin — Z.A. de l'Arrivée                                                                  | Trégueux — Le Brun ⥋ Plérin — Z.A. de l'Arrivée                                                                  | Trégueux — Le Brun ⥋ Plérin — Z.A. de l'Arrivée                                                                  | Trégueux — Le Brun ⥋ Plérin — Z.A. de l'Arrivée                                                                  | Trégueux — Le Brun ⥋ Plérin — Z.A. de l'Arrivée                                                                  | Trégueux — Le Brun ⥋ Plérin — Z.A. de l'Arrivée                                                                  |
| C     | Ouverture / Fermeture 17 août 2009 / — | Longueur 15,5 km                                                                                                 | Durée 45 à 49 min                                                                                                | Nb. d’arrêts 41                                                                                                  | Matériel Heuliez GX 327 Urbanway 12 Citaro C2 Hybride                                                            | Jours de fonctionnement L, Ma, Me, J, V, S                                                                       | Jour / Soir / Nuit / Fêtes O / N / N / N                                                                         | Voy. / an — | Exploitant Baie d'Armor Transports                                                                               |
| C     | Desserte : - Ville et lieux desservis : Trégueux (Mairie, Église Saint-Pierre, Bleu Pluriel), Saint-Brieuc (Ferme de la Ville Oger, Cercle sportif Croix Saint-Lambert, Hôpital Yves Le Foll, Centre équestre, Salle de Robien, Hôtel des impôts, École municipale des beaux-arts, Centre commercial Les Champs, Palais de Justice, Piscine Aquaval, Campus Mazier) et Plérin (Centre commercial de La Prunelle, Chambre d'agriculture des Côtes-d'Armor, Fédération ADMR des Côtes-d'Armor, Bibliothèque des Côtes-d'Armor, Église Saint-Pierre-et-Saint-Paul, Mairie, Complexe sportif, Gymnase Lécuyer, Espace artisanal, Clinique privée Eleusis, Zone d'activités de l'Arrivée). - Gares desservies : Gare de Saint-Brieuc. | | | | | | | | |
| C     | Autre : - Arrêts non accessibles aux PMR : 8 mai 1945. - Amplitudes horaires : la ligne fonctionne du lundi au samedi sauf jours fériés de 6 h à 20 h 19. - Particularités : le dernier départ depuis Trégueux a pour terminus l'arrêt Gare Centre, et offre une correspondance avec le premier bus de chaque sens de la ligne N3. - Date de dernière mise à jour : 2 septembre 2023. | | | | | | | | |
| C     | Dernière actualisation : — | | | | | | | | |
| D     | Plérin — Collège Léquier (+ Plérin — Ville Hervy (suivant horaires)) ⥋ Saint-Brieuc — Ville Oger | Plérin — Collège Léquier (+ Plérin — Ville Hervy (suivant horaires)) ⥋ Saint-Brieuc — Ville Oger                 | Plérin — Collège Léquier (+ Plérin — Ville Hervy (suivant horaires)) ⥋ Saint-Brieuc — Ville Oger                 | Plérin — Collège Léquier (+ Plérin — Ville Hervy (suivant horaires)) ⥋ Saint-Brieuc — Ville Oger                 | Plérin — Collège Léquier (+ Plérin — Ville Hervy (suivant horaires)) ⥋ Saint-Brieuc — Ville Oger                 | Plérin — Collège Léquier (+ Plérin — Ville Hervy (suivant horaires)) ⥋ Saint-Brieuc — Ville Oger                 | Plérin — Collège Léquier (+ Plérin — Ville Hervy (suivant horaires)) ⥋ Saint-Brieuc — Ville Oger                 | Plérin — Collège Léquier (+ Plérin — Ville Hervy (suivant horaires)) ⥋ Saint-Brieuc — Ville Oger                 | Plérin — Collège Léquier (+ Plérin — Ville Hervy (suivant horaires)) ⥋ Saint-Brieuc — Ville Oger                 |
| D     | Ouverture / Fermeture 4 septembre 2017 / — | Longueur 15,3 km                                                                                                 | Durée 38 à 62 min                                                                                                | Nb. d’arrêts 55 (+ 8)                                                                                            | Matériel Heuliez GX 327 Urbanway 12 Citaro C2 Hybride                                                            | Jours de fonctionnement L, Ma, Me, J, V, S                                                                       | Jour / Soir / Nuit / Fêtes O / N / N / N                                                                         | Voy. / an — | Exploitant Baie d'Armor Transports                                                                               |
| D     | Desserte : - Ville et lieux desservis : Plérin (Gymnase Lécuyer, Complexe sportif, Centre commercial de La Prunelle, Zone d'activités des Longs Réages, Stade Gouédard, Église Saint-Laurent, Port du Légué, Église Notre-Dame du Bon Secours), Saint-Brieuc (Fontaine St-Brieuc, Centre hospitalier des Capucins, Bibliothèque André Malraux, Centre commercial Les Champs, École municipale des beaux-arts, Hôtel des impôts, Salle de Robien, Parc des sports, Partinodrome, Equinoxe - Palais des Congrès, Steredenn, Centre aquatique Aquabaie, Bibliothèque Albert Camus, Ferme de la Ville Oger). - Gare desservie : Gare de Saint-Brieuc. | | | | | | | | |
| D     | Autre : - Arrêts non accessibles aux PMR : 8 mai 1945, Plérin Stade, Chêne vert, Ville Hervy, Molière, Kersaint, Sapins d'Or, Jacques Cartier, Harel de la Noë, Vieux Moulin, Souzain, Moulin à papier, Gouët, Le Parc, Louis Guilloux et Centre-71ème RI. - Amplitudes horaires : la ligne fonctionne du lundi au samedi sauf jours fériés de 6 h 14 à 20 h 25. - Particularités : en heures creuses, un bus sur deux est limité à Ville Hervy. Environ un bus sur deux passe par la rue du Légué ou la rue du Vieux Moulin et certains services desservent la rue Duquesne à Plérin. - Date de dernière mise à jour : 2 septembre 2023. | | | | | | | | |
| D     | Dernière actualisation : — | | | | | | | | |
| E     | Saint-Brieuc — Cesson République ⥋ Saint-Brieuc — Les Villages Espace commercial | Saint-Brieuc — Cesson République ⥋ Saint-Brieuc — Les Villages Espace commercial                                 | Saint-Brieuc — Cesson République ⥋ Saint-Brieuc — Les Villages Espace commercial                                 | Saint-Brieuc — Cesson République ⥋ Saint-Brieuc — Les Villages Espace commercial                                 | Saint-Brieuc — Cesson République ⥋ Saint-Brieuc — Les Villages Espace commercial                                 | Saint-Brieuc — Cesson République ⥋ Saint-Brieuc — Les Villages Espace commercial                                 | Saint-Brieuc — Cesson République ⥋ Saint-Brieuc — Les Villages Espace commercial                                 | Saint-Brieuc — Cesson République ⥋ Saint-Brieuc — Les Villages Espace commercial                                 | Saint-Brieuc — Cesson République ⥋ Saint-Brieuc — Les Villages Espace commercial                                 |
| E     | Ouverture / Fermeture 4 septembre 2017 / — | Longueur 12,3 à 17,5 km                                                                                          | Durée 34 à 54 min                                                                                                | Nb. d’arrêts 33 (+ 14)                                                                                           | Matériel Heuliez GX 327 Urbanway 12 Citaro C2 Hybride                                                            | Jours de fonctionnement L, Ma, Me, J, V, S                                                                       | Jour / Soir / Nuit / Fêtes O / N / N / N                                                                         | Voy. / an — | Exploitant Baie d'Armor Transports                                                                               |
| E     | Desserte : - Ville et lieux desservis : Saint-Brieuc (Tour de Cesson, Lycée Sacré-Cœur, IUT, Campus Mazier, Stade Fred-Aubert, Campus Beaufeuillage, Lycée Rabelais, Centre commercial Les Champs, Bibliothèque André Malraux, École municipale des beaux-arts, Centre hospitalier des Capucins, Lycée Marie-Balavenne, CAF, Chambre de commerce et d'industrie des Côtes-d'Armor, Espace commercial des Villages, Bois Boissel, Lycée Jean Moulin). - Gares desservies : Gare de Saint-Brieuc. | | | | | | | | |
| E     | Autre : - Arrêts non accessibles aux PMR : Dupleix, Cesson Bourg, La Tour, Duquesne, Le Valais, La Pérouse, St-Yves, De Vigny, Chausey, Brocéliande, Léon, Micauderie, Penthièvre et Goëlo. - Amplitudes horaires : la ligne fonctionne du lundi au samedi sauf jours fériés de 6 h 5 à 20 h 20. - Particularités : - Desserte des boucles : en direction des Villages, la ligne dessert la boucle des Villages à tous les services entre sauf les départs de 10 h 9, 14 h 9, 18 h 6 et 19 h 39 en période scolaire. Le samedi et durant les vacances scolaire la boucle n'est desservie qu'à raison d'environ un bus sur deux. En direction de Cesson, la ligne dessert la boucle du Valais uniquement en période scolaire et aux départs de 6 h 44, 7 h 11, 7 h 35, 11 h 48, 12 h 13, 12 h 38, 15 h 43, 16 h 42 et 17 h 5 , sinon, la boucle n'est desservie que par Proxitub. - Autres : En période scolaire le dernier départ direction Cesson a pour terminus l'arrêt Gare Centre. - Date de dernière mise à jour : 2 septembre 2023. | | | | | | | | |
| E     | Dernière actualisation : — | | | | | | | | |

### Lignes secondaires

#### Ligne à un chiffre
| Ligne | Caractéristiques | Caractéristiques                                             | Caractéristiques                                             | Caractéristiques                                             | Caractéristiques                                             | Caractéristiques                                             | Caractéristiques                                             | Caractéristiques                                             | Caractéristiques                                             |
| 7     | Saint-Brieuc — Combat des Trente ⥋ Plœuc-L'Hermitage — Bourg | Saint-Brieuc — Combat des Trente ⥋ Plœuc-L'Hermitage — Bourg | Saint-Brieuc — Combat des Trente ⥋ Plœuc-L'Hermitage — Bourg | Saint-Brieuc — Combat des Trente ⥋ Plœuc-L'Hermitage — Bourg | Saint-Brieuc — Combat des Trente ⥋ Plœuc-L'Hermitage — Bourg | Saint-Brieuc — Combat des Trente ⥋ Plœuc-L'Hermitage — Bourg | Saint-Brieuc — Combat des Trente ⥋ Plœuc-L'Hermitage — Bourg | Saint-Brieuc — Combat des Trente ⥋ Plœuc-L'Hermitage — Bourg | Saint-Brieuc — Combat des Trente ⥋ Plœuc-L'Hermitage — Bourg |
| ----- | --- | ------------------------------------------------------------ | ------------------------------------------------------------ | ------------------------------------------------------------ | ------------------------------------------------------------ | ------------------------------------------------------------ | ------------------------------------------------------------ | ------------------------------------------------------------ | ------------------------------------------------------------ |
| 7     | Ouverture / Fermeture 3 septembre 2018 / — | Longueur 20 à 23 km                                          | Durée 35 min                                                 | Nb. d’arrêts 16 (+ 1)                                        | Matériel Crossway LE City Crossway Pop New Récréo            | Jours de fonctionnement L, Ma, Me, J, V                      | Jour / Soir / Nuit / Fêtes O / N / N / N                     | Voy. / an —                                                  | Exploitant Rouillard                                         |
| 7     | Desserte : - Ville et lieux desservis : Saint-Brieuc, Plédran, Saint-Carreuc, Plœuc-L'Hermitage - Gares desservies : Gare de Saint-Brieuc. |                                                              |                                                              |                                                              |                                                              |                                                              |                                                              |                                                              |                                                              |
| 7     | Autre : - Arrêts non accessibles aux PMR : Ploeuc St-Eloy, La Ville Prigiens, La Haie, Ville es Bruyères, Croix Rabet, St Carreuc Mairie, St Carreuc Cimetière, St Carreuc Gare, Croix Cabaret, Menhir. - Amplitudes horaires : La ligne fonctionne du lundi au vendredi de 6 h 47 à 13 h 20 en direction de Saint-Brieuc et de 12 h 40 à 18 h 30 en sens inverse. - Particularités : La ligne passe au lycée Rabelais en heure scolaire. Ligne issue du transfert à Saint-Brieuc Armor Agglomération de la ligne éponyme de l'ancien réseau départemental Ti'Bus. - Date de dernière mise à jour : 19 juin 2025. |                                                              |                                                              |                                                              |                                                              |                                                              |                                                              |                                                              |                                                              |
| 7     | Dernière actualisation : — |                                                              |                                                              |                                                              |                                                              |                                                              |                                                              |                                                              |                                                              |

#### Lignes à deux chiffres
| Ligne | Caractéristiques | Caractéristiques                                                                             | Caractéristiques                                                                             | Caractéristiques                                                                             | Caractéristiques                                                                             | Caractéristiques                                                                             | Caractéristiques                                                                             | Caractéristiques                                                                             | Caractéristiques                                                                             |
| 10    | Trégueux — Stade ⥋ Pordic — Baschamps (+ Pordic — L'Herminier (suivant horaires)) | Trégueux — Stade ⥋ Pordic — Baschamps (+ Pordic — L'Herminier (suivant horaires))            | Trégueux — Stade ⥋ Pordic — Baschamps (+ Pordic — L'Herminier (suivant horaires))            | Trégueux — Stade ⥋ Pordic — Baschamps (+ Pordic — L'Herminier (suivant horaires))            | Trégueux — Stade ⥋ Pordic — Baschamps (+ Pordic — L'Herminier (suivant horaires))            | Trégueux — Stade ⥋ Pordic — Baschamps (+ Pordic — L'Herminier (suivant horaires))            | Trégueux — Stade ⥋ Pordic — Baschamps (+ Pordic — L'Herminier (suivant horaires))            | Trégueux — Stade ⥋ Pordic — Baschamps (+ Pordic — L'Herminier (suivant horaires))            | Trégueux — Stade ⥋ Pordic — Baschamps (+ Pordic — L'Herminier (suivant horaires))            |
| ----- | --- | -------------------------------------------------------------------------------------------- | -------------------------------------------------------------------------------------------- | -------------------------------------------------------------------------------------------- | -------------------------------------------------------------------------------------------- | -------------------------------------------------------------------------------------------- | -------------------------------------------------------------------------------------------- | -------------------------------------------------------------------------------------------- | -------------------------------------------------------------------------------------------- |
| 10    | Ouverture / Fermeture 4 septembre 2017 / — | Longueur —                                                                                   | Durée 53-57 (66-71) min                                                                      | Nb. d’arrêts 46 (60)                                                                         | Matériel —                                                                                   | Jours de fonctionnement L, Ma, Me, J, V, S                                                   | Jour / Soir / Nuit / Fêtes O / N / N / N                                                     | Voy. / an —                                                                                  | Exploitant Baie d'Armor Transports                                                           |
| 10    | Desserte : - Ville et lieux desservis : Trégueux (Stade André Allenic, Zone d'activités commerciales de Brézillet Sud), Saint-Brieuc (Inspection académique, Crématorium, Hôpital Yves Le Foll, Bibliothèque Albert Camus, Cercle sportif Croix Saint-Lambert, Centre commercial Les Champs, Piscine Aquaval, Campus Mazier, Viaduc de Toupin), Plérin (Centre commercial de la Prunelle, Complexe sportif, Gymnase Lécuyer, Espace artisanal, Clinique privée Eleusis) et Pordic (Stade, Mairie, Presbytère, Salle municipale) - Gares desservies : Aucune. |                                                                                              |                                                                                              |                                                                                              |                                                                                              |                                                                                              |                                                                                              |                                                                                              |                                                                                              |
| 10    | Autre : - Arrêts non accessibles aux PMR : Saint-Rivily, 8 mai 1945, Baschamps, Louis Blanc, Crignette, Clos Collet, Ville au Bas et Blanqui. - Amplitudes horaires : La ligne fonctionne du lundi au samedi sauf jours fériés de 6 h 35 à 19 h 57. - Particularités : - Horaires scolaires : Du lundi au vendredi en période scolaire, un départ est ajouté le matin depuis L'Herminier avec un terminus à Combat des Trente, et un départ depuis Combat des Trente vers Pordic Centre le midi (C) ou l'Herminier l'après midi (LMJV). - Desserte de Brézillet : La desserte de la zone d'activités de Brézillet ne débute que vers 8 h 50. - Autres : La desserte du terminus Pordic L'Herminier se fait quant à elle à raison d'un bus par heure, deux par heure parfois et à tous les services direction Trégueux le matin entre 7 h et 8 h 25 environ, les bus à destination de ce terminus ne desservant pas Baschamps au contraire des bus au départ de ce même terminus. Le dernier service au départ de Pordic Baschamps est limité à Pordic Centre. - Proxitub : En dehors des horaires de fonctionnement de la ligne, la desserte est assurée par Proxitub. - BreizhGo : La ligne BreizhGo no 1 est accessible avec un titre de transport TUB au sein de Saint-Brieuc Armor Agglomération et complète la desserte de la ligne 10. - Date de dernière mise à jour : 2 septembre 2023. |                                                                                              |                                                                                              |                                                                                              |                                                                                              |                                                                                              |                                                                                              |                                                                                              |                                                                                              |
| 10    | Dernière actualisation : — |                                                                                              |                                                                                              |                                                                                              |                                                                                              |                                                                                              |                                                                                              |                                                                                              |                                                                                              |
| 20    | Saint-Brieuc — Centre Clémenceau ⥋ Hillion — Centre | Saint-Brieuc — Centre Clémenceau ⥋ Hillion — Centre                                          | Saint-Brieuc — Centre Clémenceau ⥋ Hillion — Centre                                          | Saint-Brieuc — Centre Clémenceau ⥋ Hillion — Centre                                          | Saint-Brieuc — Centre Clémenceau ⥋ Hillion — Centre                                          | Saint-Brieuc — Centre Clémenceau ⥋ Hillion — Centre                                          | Saint-Brieuc — Centre Clémenceau ⥋ Hillion — Centre                                          | Saint-Brieuc — Centre Clémenceau ⥋ Hillion — Centre                                          | Saint-Brieuc — Centre Clémenceau ⥋ Hillion — Centre                                          |
| 20    | Ouverture / Fermeture 4 septembre 2017 / — | Longueur 13 km                                                                               | Durée 36 (47) min                                                                            | Nb. d’arrêts 32 (33)                                                                         | Matériel —                                                                                   | Jours de fonctionnement L, Ma, Me, J, V, S                                                   | Jour / Soir / Nuit / Fêtes O / N / N / N                                                     | Voy. / an —                                                                                  | Exploitants Baie d'Armor Transports / Rouillard / CAT 22                                     |
| 20    | Desserte : - Ville et lieux desservis : Saint-Brieuc (Bibliothèque André Malraux, Centre commercial Les Champs, Palais de Justice, Lycée Rabelais), Langueux (Église Saint-Pierre-et-Saint-Paul, Presbytère, Mairie), Yffiniac (Salle des fêtes, Mairie, Stade, Zone d'activités) et Hillion (Église de Saint-René, Mairie, Église Saint-Jean-Baptiste) - Gares desservies : Aucune. |                                                                                              |                                                                                              |                                                                                              |                                                                                              |                                                                                              |                                                                                              |                                                                                              |                                                                                              |
| 20    | Autre : - Arrêts non accessibles aux PMR : Belle Vue, Hauts Chemins, Villes Marotte, Les Quilles, Fortville, Clos Guéguen et "Route de la Grandville". - Amplitudes horaires : La ligne fonctionne du lundi au samedi sauf jours fériés de 7 h 0 à 19 h 55. - Particularités : - Horaires scolaires : En période scolaire du lundi au vendredi cinq services vers Hillion et cinq services vers Saint-Brieuc desservent le Collège Charles de Gaulle à Hillion. - Proxitub : En dehors des horaires de fonctionnement de la ligne, la desserte est assurée par Proxitub. - BreizhGo : Les lignes BreizhGo nos 2 et 3 sont accessibles avec un titre de transport TUB au sein de Saint-Brieuc Armor Agglomération et complètent la desserte de la ligne 20. - Date de dernière mise à jour : 2 septembre 2023. |                                                                                              |                                                                                              |                                                                                              |                                                                                              |                                                                                              |                                                                                              |                                                                                              |                                                                                              |
| 20    | Dernière actualisation : — |                                                                                              |                                                                                              |                                                                                              |                                                                                              |                                                                                              |                                                                                              |                                                                                              |                                                                                              |
| 30    | Saint-Brieuc — Clemenceau ⥋ Yffiniac — Villes Hervé (Yffiniac — Carvidy à certains services) | Saint-Brieuc — Clemenceau ⥋ Yffiniac — Villes Hervé (Yffiniac — Carvidy à certains services) | Saint-Brieuc — Clemenceau ⥋ Yffiniac — Villes Hervé (Yffiniac — Carvidy à certains services) | Saint-Brieuc — Clemenceau ⥋ Yffiniac — Villes Hervé (Yffiniac — Carvidy à certains services) | Saint-Brieuc — Clemenceau ⥋ Yffiniac — Villes Hervé (Yffiniac — Carvidy à certains services) | Saint-Brieuc — Clemenceau ⥋ Yffiniac — Villes Hervé (Yffiniac — Carvidy à certains services) | Saint-Brieuc — Clemenceau ⥋ Yffiniac — Villes Hervé (Yffiniac — Carvidy à certains services) | Saint-Brieuc — Clemenceau ⥋ Yffiniac — Villes Hervé (Yffiniac — Carvidy à certains services) | Saint-Brieuc — Clemenceau ⥋ Yffiniac — Villes Hervé (Yffiniac — Carvidy à certains services) |
| 30    | Ouverture / Fermeture 4 septembre 2017 / — | Longueur —                                                                                   | Durée 30-34 (45) min                                                                         | Nb. d’arrêts 32 (35)                                                                         | Matériel —                                                                                   | Jours de fonctionnement L, Ma, Me, J, V, S                                                   | Jour / Soir / Nuit / Fêtes O / N / N / N                                                     | Voy. / an —                                                                                  | Exploitant Baie d'Armor Transports                                                           |
| 30    | Desserte : - Ville et lieux desservis : Saint-Brieuc (Bibliothèque André Malraux, Centre commercial Les Champs, Palais de Justice, Lycée Rabelais) et Langueux (Cimetière Saint-Ilan, Briqueterie de Saint-Ilan, AFPA) et Yffiniac (Salle des fêtes, Mairie, Villes Hervé) - Gares desservies : Aucune. |                                                                                              |                                                                                              |                                                                                              |                                                                                              |                                                                                              |                                                                                              |                                                                                              |                                                                                              |
| 30    | Autre : - Arrêts non accessibles aux PMR : Haut Tertrain, Saint-Ilan et Grandes Pâtures. - Amplitudes horaires : La ligne fonctionne du lundi au samedi sauf jours fériés de 6 h 50 à 19 h 30. - Particularités : - Horaires scolaires : Quatre à six départs ne sont assurés qu'en période scolaire. Le matin, certains services ne sont assurés que le samedi et vers 13 h le mercredi uniquement. - Autres : Entre 12 h 55 et 19 h 30, la ligne est prolongée en direction d'Yffiniac jusqu'à l'arrêt Carvidy. Les deux à trois départs du matin direction Yffiniac ne sont assurés qu'entre les arrêts Croix Orin et Villes Hervé. - Proxitub : En dehors des horaires de fonctionnement de la ligne, la desserte est assurée par Proxitub. - Date de dernière mise à jour : 2 septembre 2023. |                                                                                              |                                                                                              |                                                                                              |                                                                                              |                                                                                              |                                                                                              |                                                                                              |                                                                                              |
| 30    | Dernière actualisation : — |                                                                                              |                                                                                              |                                                                                              |                                                                                              |                                                                                              |                                                                                              |                                                                                              |                                                                                              |
| 40    | Saint-Brieuc — Gare Centre ⥋ Tréméloir — Centre | Saint-Brieuc — Gare Centre ⥋ Tréméloir — Centre                                              | Saint-Brieuc — Gare Centre ⥋ Tréméloir — Centre                                              | Saint-Brieuc — Gare Centre ⥋ Tréméloir — Centre                                              | Saint-Brieuc — Gare Centre ⥋ Tréméloir — Centre                                              | Saint-Brieuc — Gare Centre ⥋ Tréméloir — Centre                                              | Saint-Brieuc — Gare Centre ⥋ Tréméloir — Centre                                              | Saint-Brieuc — Gare Centre ⥋ Tréméloir — Centre                                              | Saint-Brieuc — Gare Centre ⥋ Tréméloir — Centre                                              |
| 40    | Ouverture / Fermeture 4 septembre 2017 / — | Longueur —                                                                                   | Durée 25 à 27 min                                                                            | Nb. d’arrêts 18                                                                              | Matériel Citelis 12 Urbanway 12                                                              | Jours de fonctionnement L, Ma, Me, J, V                                                      | Jour / Soir / Nuit / Fêtes O / N / N / N                                                     | Voy. / an —                                                                                  | Exploitant Rouillard                                                                         |
| 40    | Desserte : - Ville et lieux desservis : Saint-Brieuc (Centre commercial Les Champs, Restaurant universitaire, Cité universitaire, Piscine Aquaval, Campus Mazier) et Plérin (Centre commercial du Plateau, Église Saint-Pierre-et-Saint-Paul, Mairie, Complexe sportif, Gymnase Lécuyer, Espace artisanal, Clinique privée Eleusis ; Tréméloir : Mairie déléguée) - Gares desservies : Gare de Saint-Brieuc. |                                                                                              |                                                                                              |                                                                                              |                                                                                              |                                                                                              |                                                                                              |                                                                                              |                                                                                              |
| 40    | Autre : - Arrêts non accessibles aux PMR : 8 mai 1945, Kerpeux, Le Frêche, Rousseau, Tréméloir. - Amplitudes horaires : La ligne fonctionne à raison de trois départs par jour et par sens en période scolaire uniquement : Deux départs le matin en semaine, ainsi qu'un départ l'après-midi le mercredi uniquement, et dans l'autre sens l'après-midi uniquement à raison de trois départs en semaine. - Proxitub : En dehors des horaires de fonctionnement de la ligne et durant les vacances scolaires, la desserte est assurée par Proxitub. - BreizhGo : Les lignes BreizhGo nos 1 et 4 sont accessibles avec un titre de transport TUB au sein de Saint-Brieuc Armor Agglomération et complètent la desserte de la ligne 40. - Date de dernière mise à jour : 2 septembre 2023. |                                                                                              |                                                                                              |                                                                                              |                                                                                              |                                                                                              |                                                                                              |                                                                                              |                                                                                              |
| 40    | Dernière actualisation : — |                                                                                              |                                                                                              |                                                                                              |                                                                                              |                                                                                              |                                                                                              |                                                                                              |                                                                                              |
| 50    | Saint-Brieuc — Gare Routière Robien ⥋ Saint-Julien — Centre | Saint-Brieuc — Gare Routière Robien ⥋ Saint-Julien — Centre                                  | Saint-Brieuc — Gare Routière Robien ⥋ Saint-Julien — Centre                                  | Saint-Brieuc — Gare Routière Robien ⥋ Saint-Julien — Centre                                  | Saint-Brieuc — Gare Routière Robien ⥋ Saint-Julien — Centre                                  | Saint-Brieuc — Gare Routière Robien ⥋ Saint-Julien — Centre                                  | Saint-Brieuc — Gare Routière Robien ⥋ Saint-Julien — Centre                                  | Saint-Brieuc — Gare Routière Robien ⥋ Saint-Julien — Centre                                  | Saint-Brieuc — Gare Routière Robien ⥋ Saint-Julien — Centre                                  |
| 50    | Ouverture / Fermeture 4 septembre 2017 / — | Longueur 12 km                                                                               | Durée 25-28 (30) min                                                                         | Nb. d’arrêts 25 (27)                                                                         | Matériel —                                                                                   | Jours de fonctionnement L, Ma, Me, J, V, S                                                   | Jour / Soir / Nuit / Fêtes O / N / N / N                                                     | Voy. / an —                                                                                  | Exploitants Baie d'Armor Transports / Rouillard                                              |
| 50    | Desserte : - Ville et lieux desservis : Saint-Brieuc (École municipale des beaux-arts), Ploufragan (Zoopôle, Zone industrielle des Châtelets) et Saint-Julien (Mairie, ancienne gare de Saint-Julien) - Gares desservies : Gare de Saint-Brieuc. |                                                                                              |                                                                                              |                                                                                              |                                                                                              |                                                                                              |                                                                                              |                                                                                              |                                                                                              |
| 50    | Autre : - Arrêts non accessibles aux PMR : La Loge, LDA, Sabot, Les Plantes Gare, Les Chaos et Point du Jour. - Amplitudes horaires : La ligne fonctionne du lundi au samedi sauf jours fériés de 6 h 35 à 19 h 29. - Particularités : - Autres : De 6 h 55 à 12 h 0 la ligne effectue le trajet vers Saint-Brieuc via Pré Rio, et vers Saint-Julien via Boisillon, et inversement l'après-midi jusqu'à la fin du service. - Proxitub : En dehors des horaires de fonctionnement de la ligne, la desserte est assurée par Proxitub. - BreizhGo : La ligne BreizhGo no 5 est accessible avec un titre de transport TUB au sein de Saint-Brieuc Armor Agglomération et complète la desserte de la ligne 50. - Date de dernière mise à jour : 2 septembre 2023. |                                                                                              |                                                                                              |                                                                                              |                                                                                              |                                                                                              |                                                                                              |                                                                                              |                                                                                              |
| 50    | Dernière actualisation : — |                                                                                              |                                                                                              |                                                                                              |                                                                                              |                                                                                              |                                                                                              |                                                                                              |                                                                                              |
| 60    | Saint-Brieuc — Gare Routière Robien ⥋ La Méaugon — Centre | Saint-Brieuc — Gare Routière Robien ⥋ La Méaugon — Centre                                    | Saint-Brieuc — Gare Routière Robien ⥋ La Méaugon — Centre                                    | Saint-Brieuc — Gare Routière Robien ⥋ La Méaugon — Centre                                    | Saint-Brieuc — Gare Routière Robien ⥋ La Méaugon — Centre                                    | Saint-Brieuc — Gare Routière Robien ⥋ La Méaugon — Centre                                    | Saint-Brieuc — Gare Routière Robien ⥋ La Méaugon — Centre                                    | Saint-Brieuc — Gare Routière Robien ⥋ La Méaugon — Centre                                    | Saint-Brieuc — Gare Routière Robien ⥋ La Méaugon — Centre                                    |
| 60    | Ouverture / Fermeture 4 septembre 2017 / — | Longueur —                                                                                   | Durée 30 min                                                                                 | Nb. d’arrêts 25                                                                              | Matériel —                                                                                   | Jours de fonctionnement L, Ma, Me, J, V, S                                                   | Jour / Soir / Nuit / Fêtes O / N / N / N                                                     | Voy. / an —                                                                                  | Exploitants Baie d'Armor Transports / CAT 22 / Rouillard                                     |
| 60    | Desserte : - Ville et lieux desservis : Saint-Brieuc (École municipale des beaux-arts, Espace commercial des Villages), Ploufragan, Trémuson (Mairie) et La Méaugon (Mairie, Église Saint-Méaugon) - Gares desservies : Gare de Saint-Brieuc et Gare de La Méaugon à l'arrêt La Halte. |                                                                                              |                                                                                              |                                                                                              |                                                                                              |                                                                                              |                                                                                              |                                                                                              |                                                                                              |
| 60    | Autre : - Arrêts non accessibles aux PMR : E. Prigent, Agadès, Ville au Beau, Pont des Îles, Salle Verte, Croix Chemin, La Salle, Croix Herlot, Le Bouillon et La Halte. - Amplitudes horaires : La ligne fonctionne du lundi au samedi sauf jours fériés de 6 h 57 à 9 h 25 et de 12 h 40 à 19 h. Durant les vacances scolaires, la ligne débute à 7 h 10. - Particularités : - Horaires scolaires : Quatre à six départs par sens et par jour ne sont assurés qu'en période scolaire. Certains ne circulent pas le samedi. - Autres : Direction La Méaugon et avant 8 h 30, la ligne a pour terminus l'arrêt Le Bouillon, et un service scolaire dessert en plus l'arrêt Le Four de la Rue, tandis que le dernier service de la journée a pour terminus l'arrêt supplémentaire Saint-Hervé. - Proxitub : En dehors des horaires de fonctionnement de la ligne, la desserte est assurée par Proxitub. - BreizhGo : La ligne BreizhGo no 6 est accessible avec un titre de transport TUB au sein de Saint-Brieuc Armor Agglomération et complète la desserte de la ligne 60. - Date de dernière mise à jour : 2 septembre 2023. |                                                                                              |                                                                                              |                                                                                              |                                                                                              |                                                                                              |                                                                                              |                                                                                              |                                                                                              |
| 60    | Dernière actualisation : — |                                                                                              |                                                                                              |                                                                                              |                                                                                              |                                                                                              |                                                                                              |                                                                                              |                                                                                              |
| 70    | Saint-Brieuc — P+R Avenir ⥋ Plédran — Centre | Saint-Brieuc — P+R Avenir ⥋ Plédran — Centre                                                 | Saint-Brieuc — P+R Avenir ⥋ Plédran — Centre                                                 | Saint-Brieuc — P+R Avenir ⥋ Plédran — Centre                                                 | Saint-Brieuc — P+R Avenir ⥋ Plédran — Centre                                                 | Saint-Brieuc — P+R Avenir ⥋ Plédran — Centre                                                 | Saint-Brieuc — P+R Avenir ⥋ Plédran — Centre                                                 | Saint-Brieuc — P+R Avenir ⥋ Plédran — Centre                                                 | Saint-Brieuc — P+R Avenir ⥋ Plédran — Centre                                                 |
| 70    | Ouverture / Fermeture 17 août 2009 / — | Longueur —                                                                                   | Durée 25-36 (43-54) min                                                                      | Nb. d’arrêts 35 (46)                                                                         | Matériel —                                                                                   | Jours de fonctionnement L, Ma, Me, J, V, S                                                   | Jour / Soir / Nuit / Fêtes O / N / N / N                                                     | Voy. / an —                                                                                  | Exploitants Baie d'Armor Transports / Rouillard                                              |
| 70    | Desserte : - Ville et lieux desservis : Saint-Brieuc (Centre commercial Les Champs, Lycée Chaptal, Campus Mazier, École municipale des beaux-arts, Hôtel des impôts, Salle de Robien, Cercle sportif Croix Saint-Lambert, Bibliothèque Albert Camus, Crématorium, Inspection académique), Trégueux et Plédran (Mairie, Église Saint-Pierre-et-Saint-Paul) - Gares desservies : Aucune. |                                                                                              |                                                                                              |                                                                                              |                                                                                              |                                                                                              |                                                                                              |                                                                                              |                                                                                              |
| 70    | Autre : - Arrêts non accessibles aux PMR : Le Créac'h, Les Moulins, Ville Poyen, La Mare, Les Tertres, Couélan, Le Braz et Menhir. - Amplitudes horaires : La ligne fonctionne du lundi au samedi sauf jours fériés de 6 h 30 à 19 h 55. Durant les vacances scolaires, la ligne débute à 7 h 5. - Particularités : - Horaires scolaires : Cinq à neuf départs par sens et par jour ne sont assurés qu'en période scolaire. Des adaptations sont effectuées le mercredi. - Proxitub : En dehors des horaires de fonctionnement de la ligne, la desserte est assurée par Proxitub. - Date de dernière mise à jour : 2 septembre 2023. |                                                                                              |                                                                                              |                                                                                              |                                                                                              |                                                                                              |                                                                                              |                                                                                              |                                                                                              |
| 70    | Dernière actualisation : — |                                                                                              |                                                                                              |                                                                                              |                                                                                              |                                                                                              |                                                                                              |                                                                                              |                                                                                              |
| 80    | Saint-Brieuc — Gare Routière Robien ⥋ Yffiniac — Croix Orin | Saint-Brieuc — Gare Routière Robien ⥋ Yffiniac — Croix Orin                                  | Saint-Brieuc — Gare Routière Robien ⥋ Yffiniac — Croix Orin                                  | Saint-Brieuc — Gare Routière Robien ⥋ Yffiniac — Croix Orin                                  | Saint-Brieuc — Gare Routière Robien ⥋ Yffiniac — Croix Orin                                  | Saint-Brieuc — Gare Routière Robien ⥋ Yffiniac — Croix Orin                                  | Saint-Brieuc — Gare Routière Robien ⥋ Yffiniac — Croix Orin                                  | Saint-Brieuc — Gare Routière Robien ⥋ Yffiniac — Croix Orin                                  | Saint-Brieuc — Gare Routière Robien ⥋ Yffiniac — Croix Orin                                  |
| 80    | Ouverture / Fermeture 4 septembre 2017 / — | Longueur —                                                                                   | Durée 25 - 27 min                                                                            | Nb. d’arrêts 18                                                                              | Matériel —                                                                                   | Jours de fonctionnement L, Ma, Me, J, V                                                      | Jour / Soir / Nuit / Fêtes O / N / N / N                                                     | Voy. / an —                                                                                  | Exploitant —                                                                                 |
| 80    | Desserte : - Ville et lieux desservis : Saint-Brieuc, Trégueux et Yffiniac - Gares desservies : Gare de Saint-Brieuc. |                                                                                              |                                                                                              |                                                                                              |                                                                                              |                                                                                              |                                                                                              |                                                                                              |                                                                                              |
| 80    | Autre : - Arrêts non accessibles aux PMR : "Ar Men" et "Grandes Pâtures" - Amplitudes horaires : La ligne fonctionne du lundi au vendredi sauf jours fériés avec un départ vers Saint-Brieuc à 7 h 10 et un départ vers Croix Bertrand à 17 h 17 (Ne circule pas le mercredi vers Croix Bertrand). - Particularités : Les départs desservant tous les arrêts sont assurés par un autocar BreizhGo. - Proxitub : En dehors des horaires de fonctionnement de la ligne, la desserte est assurée par Proxitub. - BreizhGo : La ligne BreizhGo no 8 est accessible avec un titre de transport TUB au sein de Saint-Brieuc Armor Agglomération et complète la desserte de la ligne 80. - Date de dernière mise à jour : 2 septembre 2023. |                                                                                              |                                                                                              |                                                                                              |                                                                                              |                                                                                              |                                                                                              |                                                                                              |                                                                                              |
| 80    | Dernière actualisation : — |                                                                                              |                                                                                              |                                                                                              |                                                                                              |                                                                                              |                                                                                              |                                                                                              |                                                                                              |
| 90    | Saint-Brieuc — Gare Routière Robien ⥋ Saint-Donan — Salle des fêtes | Saint-Brieuc — Gare Routière Robien ⥋ Saint-Donan — Salle des fêtes                          | Saint-Brieuc — Gare Routière Robien ⥋ Saint-Donan — Salle des fêtes                          | Saint-Brieuc — Gare Routière Robien ⥋ Saint-Donan — Salle des fêtes                          | Saint-Brieuc — Gare Routière Robien ⥋ Saint-Donan — Salle des fêtes                          | Saint-Brieuc — Gare Routière Robien ⥋ Saint-Donan — Salle des fêtes                          | Saint-Brieuc — Gare Routière Robien ⥋ Saint-Donan — Salle des fêtes                          | Saint-Brieuc — Gare Routière Robien ⥋ Saint-Donan — Salle des fêtes                          | Saint-Brieuc — Gare Routière Robien ⥋ Saint-Donan — Salle des fêtes                          |
| 90    | Ouverture / Fermeture 17 août 2009 / — | Longueur —                                                                                   | Durée 25 - 35 min                                                                            | Nb. d’arrêts 22 (30)                                                                         | Matériel —                                                                                   | Jours de fonctionnement L, Ma, Me, J, V, S                                                   | Jour / Soir / Nuit / Fêtes O / N / N / N                                                     | Voy. / an —                                                                                  | Exploitant Baie d'Armor Transports                                                           |
| 90    | Desserte : - Ville et lieux desservis : Saint-Brieuc (Centre commercial Les Champs, Bibliothèque André Malraux, École municipale des beaux-arts, Hôtel des impôts) et Ploufragan (Salle Omnisports, Stade des Hauts Champs) et Saint-Donan (Mairie, Salle des fêtes) - Gares desservies : Gare de Saint-Brieuc. |                                                                                              |                                                                                              |                                                                                              |                                                                                              |                                                                                              |                                                                                              |                                                                                              |                                                                                              |
| 90    | Autre : - Arrêts non accessibles aux PMR : Coquelin, Launivier, Château Gaillard, St Hervé, Fros, Montebello, Pont Noir, Croix Herlot, La Halte, Le Bouillon, Le Chouan, Croix Heurtebise, Tertre Pellan, Croix Neuves, Tertre d'en Haut et Clos Briens. - Amplitudes horaires : La ligne fonctionne du lundi au samedi sauf jours fériés de 7 h à 9 h et de 13 h à 18 h 50. Durant les vacances scolaires et les samedis, la ligne débute à 8 h. - Particularités : - Horaires scolaires : Deux à trois départs par sens et par jour ne sont assurés qu'en période scolaire. Des adaptations sont effectuées le mercredi. - Autres : L'arrêt Crédit Agricole est desservi direction Saint-Donan au premier service de la journée et dans l'autre sens pour le service de 8 h 30 et le dernier service. Une à deux fois par jour et par sens en période scolaire, la ligne dessert les arrêts supplémentaires St-Hervé et La Méaugon Centre. - Proxitub : En dehors des horaires de fonctionnement de la ligne, la desserte est assurée par Proxitub. - Date de dernière mise à jour : 2 septembre 2023. |                                                                                              |                                                                                              |                                                                                              |                                                                                              |                                                                                              |                                                                                              |                                                                                              |                                                                                              |
| 90    | Dernière actualisation : — |                                                                                              |                                                                                              |                                                                                              |                                                                                              |                                                                                              |                                                                                              |                                                                                              |                                                                                              |

#### Lignes à trois chiffres
| Ligne | Caractéristiques | Caractéristiques                                                 | Caractéristiques                                                 | Caractéristiques                                                 | Caractéristiques                                                 | Caractéristiques                                                 | Caractéristiques                                                 | Caractéristiques                                                 | Caractéristiques                                                 |
| 100   | Saint-Brieuc — Combat des Trente ⥋ via Pasteur (circulaire) | Saint-Brieuc — Combat des Trente ⥋ via Pasteur (circulaire)      | Saint-Brieuc — Combat des Trente ⥋ via Pasteur (circulaire)      | Saint-Brieuc — Combat des Trente ⥋ via Pasteur (circulaire)      | Saint-Brieuc — Combat des Trente ⥋ via Pasteur (circulaire)      | Saint-Brieuc — Combat des Trente ⥋ via Pasteur (circulaire)      | Saint-Brieuc — Combat des Trente ⥋ via Pasteur (circulaire)      | Saint-Brieuc — Combat des Trente ⥋ via Pasteur (circulaire)      | Saint-Brieuc — Combat des Trente ⥋ via Pasteur (circulaire)      |
| ----- | --- | ---------------------------------------------------------------- | ---------------------------------------------------------------- | ---------------------------------------------------------------- | ---------------------------------------------------------------- | ---------------------------------------------------------------- | ---------------------------------------------------------------- | ---------------------------------------------------------------- | ---------------------------------------------------------------- |
| 100   | Ouverture / Fermeture 4 septembre 2017 / — | Longueur —                                                       | Durée 15 min                                                     | Nb. d’arrêts 9                                                   | Matériel —                                                       | Jours de fonctionnement L, Ma, Me, J, V                          | Jour / Soir / Nuit / Fêtes O / N / N / N                         | Voy. / an —                                                      | Exploitant Baie d'Armor Transports / CAT 22                      |
| 100   | Desserte : - Ville et lieux desservis : Saint-Brieuc - Gares desservies : Aucune. |                                                                  |                                                                  |                                                                  |                                                                  |                                                                  |                                                                  |                                                                  |                                                                  |
| 100   | Autre : - Arrêts non accessibles aux PMR : Promenades, Hérault, Rochard, Colombe, Le Goffic et Pasteur. - Amplitudes horaires : La ligne fonctionne du lundi au vendredi sauf jours fériés de 7 h 30 à 8 h 30, de 12 h 20 à 13 h 30 et de 16 h 20 à 18 h 10 sous la forme d'une ligne circulaire, à l'exception du tronc commun entre la gare et l'arrêt Rochard dans le sens des aiguilles d'une montre. - Proxitub : En dehors des horaires de fonctionnement de la ligne, la desserte est assurée par Proxitub. - Date de dernière mise à jour : 2 septembre 2023. |                                                                  |                                                                  |                                                                  |                                                                  |                                                                  |                                                                  |                                                                  |                                                                  |
| 100   | Dernière actualisation : — |                                                                  |                                                                  |                                                                  |                                                                  |                                                                  |                                                                  |                                                                  |                                                                  |
| 130   | Saint-Brieuc — Gare Centre ⥋ Ploufragan — Mairie via Saint-Hervé | Saint-Brieuc — Gare Centre ⥋ Ploufragan — Mairie via Saint-Hervé | Saint-Brieuc — Gare Centre ⥋ Ploufragan — Mairie via Saint-Hervé | Saint-Brieuc — Gare Centre ⥋ Ploufragan — Mairie via Saint-Hervé | Saint-Brieuc — Gare Centre ⥋ Ploufragan — Mairie via Saint-Hervé | Saint-Brieuc — Gare Centre ⥋ Ploufragan — Mairie via Saint-Hervé | Saint-Brieuc — Gare Centre ⥋ Ploufragan — Mairie via Saint-Hervé | Saint-Brieuc — Gare Centre ⥋ Ploufragan — Mairie via Saint-Hervé | Saint-Brieuc — Gare Centre ⥋ Ploufragan — Mairie via Saint-Hervé |
| 130   | Ouverture / Fermeture 2 septembre 2013 / — | Longueur —                                                       | Durée 25-27 min                                                  | Nb. d’arrêts 26                                                  | Matériel —                                                       | Jours de fonctionnement L, Ma, Me, J, V, S                       | Jour / Soir / Nuit / Fêtes O / N / N / N                         | Voy. / an —                                                      | Exploitant Baie d'Armor Transports / CAT 22                      |
| 130   | Desserte : - Ville et lieux desservis : Saint-Brieuc (Lycée Saint-Pierre, Centre hospitalier Saint-Jean-de-Dieu, Stade Hélène Boucher, Espace commercial des Villages) et Ploufragan (Stade des Hauts Champs, Salle Omnisports, Mairie). - Gares desservies : Gare de Saint-Brieuc. |                                                                  |                                                                  |                                                                  |                                                                  |                                                                  |                                                                  |                                                                  |                                                                  |
| 130   | Autre : - Arrêts non accessibles aux PMR' : 71e RI, Le Parc, Saint-Jouan, Haut de la Côte, Ville Chapet, Croix Cholin, Saint-Hervé, Cotrelles, La Horvée, Tertre Bressin et Fontaine Morin. - Amplitudes horaires : La ligne fonctionne du lundi au samedi sauf jours fériés de 7 h 28 à 18 h 33. - Particularités : - Horaires scolaires : Cinq à six départs par jour ne sont assurés qu'en période scolaire. - Proxitub : En dehors des horaires de fonctionnement de la ligne, la desserte des arrêts non desservis par d'autres lignes régulières est assurée par Proxitub. - BreizhGo : La ligne BreizhGo no 6 est accessible avec un titre de transport TUB au sein de Saint-Brieuc Armor Agglomération et complète la desserte de la ligne 130. - Date de dernière mise à jour : 2 septembre 2023. |                                                                  |                                                                  |                                                                  |                                                                  |                                                                  |                                                                  |                                                                  |                                                                  |
| 130   | Dernière actualisation : — |                                                                  |                                                                  |                                                                  |                                                                  |                                                                  |                                                                  |                                                                  |                                                                  |

#### Navette centre-ville
| Ligne | Caractéristiques | Caractéristiques                                                             | Caractéristiques                                                             | Caractéristiques                                                             | Caractéristiques                                                             | Caractéristiques                                                             | Caractéristiques                                                             | Caractéristiques                                                             | Caractéristiques                                                             |
| NCV   | Navette Cœur de Ville | Navette Cœur de Ville                                                        | Navette Cœur de Ville                                                        | Navette Cœur de Ville                                                        | Navette Cœur de Ville                                                        | Navette Cœur de Ville                                                        | Navette Cœur de Ville                                                        | Navette Cœur de Ville                                                        | Navette Cœur de Ville                                                        |
| NCV   | Saint-Brieuc — Clemenceau ⥋ Saint-Brieuc — Gare routière Robien (circulaire) | Saint-Brieuc — Clemenceau ⥋ Saint-Brieuc — Gare routière Robien (circulaire) | Saint-Brieuc — Clemenceau ⥋ Saint-Brieuc — Gare routière Robien (circulaire) | Saint-Brieuc — Clemenceau ⥋ Saint-Brieuc — Gare routière Robien (circulaire) | Saint-Brieuc — Clemenceau ⥋ Saint-Brieuc — Gare routière Robien (circulaire) | Saint-Brieuc — Clemenceau ⥋ Saint-Brieuc — Gare routière Robien (circulaire) | Saint-Brieuc — Clemenceau ⥋ Saint-Brieuc — Gare routière Robien (circulaire) | Saint-Brieuc — Clemenceau ⥋ Saint-Brieuc — Gare routière Robien (circulaire) | Saint-Brieuc — Clemenceau ⥋ Saint-Brieuc — Gare routière Robien (circulaire) |
| ----- | --- | ---------------------------------------------------------------------------- | ---------------------------------------------------------------------------- | ---------------------------------------------------------------------------- | ---------------------------------------------------------------------------- | ---------------------------------------------------------------------------- | ---------------------------------------------------------------------------- | ---------------------------------------------------------------------------- | ---------------------------------------------------------------------------- |
| NCV   | Ouverture / Fermeture 4 septembre 2017 / 1er septembre 2025 | Longueur 4,65 km                                                             | Durée 20 min                                                                 | Nb. d’arrêts 16                                                              | Matériel Cytios 3/23 Heuliez GX 127                                          | Jours de fonctionnement L, Ma, Me, J, V, S                                   | Jour / Soir / Nuit / Fêtes O / N / N / N                                     | Voy. / an —                                                                  | Exploitant Baie d'Armor Transports                                           |
| NCV   | Desserte : - Ville et lieux desservis : Saint-Brieuc - Gares desservies : Gare de Saint-Brieuc. |                                                                              |                                                                              |                                                                              |                                                                              |                                                                              |                                                                              |                                                                              |                                                                              |
| NCV   | Autre : - Arrêts non accessibles aux PMR : Musée, Saint-Michel, Promenades. - Amplitudes horaires : La ligne fonctionne du lundi au vendredi sauf jours fériés de 7 h 30 à 19 h 20 et le samedi de 9 h 30 à 18 h 50 environ, sous la forme d'une ligne circulaire dans le sens des aiguilles d'une montre, hors tronc commun. - Particularités : cette ligne est totalement gratuite. - Date de dernière mise à jour : 24 octobre 2021. |                                                                              |                                                                              |                                                                              |                                                                              |                                                                              |                                                                              |                                                                              |                                                                              |
| NCV   | Dernière actualisation : — |                                                                              |                                                                              |                                                                              |                                                                              |                                                                              |                                                                              |                                                                              |                                                                              |

#### Ligne estivale
| Ligne | Caractéristiques | Caractéristiques                                         | Caractéristiques                                         | Caractéristiques                                         | Caractéristiques                                         | Caractéristiques                                         | Caractéristiques                                         | Caractéristiques                                         | Caractéristiques                                         |
| R     | Ligne des plages | Ligne des plages                                         | Ligne des plages                                         | Ligne des plages                                         | Ligne des plages                                         | Ligne des plages                                         | Ligne des plages                                         | Ligne des plages                                         | Ligne des plages                                         |
| R     | Saint-Brieuc — Combat des Trente ⥋ Plérin — Les Rosaires | Saint-Brieuc — Combat des Trente ⥋ Plérin — Les Rosaires | Saint-Brieuc — Combat des Trente ⥋ Plérin — Les Rosaires | Saint-Brieuc — Combat des Trente ⥋ Plérin — Les Rosaires | Saint-Brieuc — Combat des Trente ⥋ Plérin — Les Rosaires | Saint-Brieuc — Combat des Trente ⥋ Plérin — Les Rosaires | Saint-Brieuc — Combat des Trente ⥋ Plérin — Les Rosaires | Saint-Brieuc — Combat des Trente ⥋ Plérin — Les Rosaires | Saint-Brieuc — Combat des Trente ⥋ Plérin — Les Rosaires |
| ----- | --- | -------------------------------------------------------- | -------------------------------------------------------- | -------------------------------------------------------- | -------------------------------------------------------- | -------------------------------------------------------- | -------------------------------------------------------- | -------------------------------------------------------- | -------------------------------------------------------- |
| R     | Ouverture / Fermeture 2011 / — | Longueur 9,6 km                                          | Durée 25 min                                             | Nb. d’arrêts 16                                          | Matériel Urbanway 18 Citelis 18                          | Jours de fonctionnement L, Ma, Me, J, V, S, D            | Jour / Soir / Nuit / Fêtes O / N / N / O                 | Voy. / an ~ 40 000                                       | Exploitant Baie d'Armor Transports                       |
| R     | Desserte : - Ville et lieux desservis : Saint-Brieuc (Centre commercial Les Champs, Palais de Justice, Piscine Aquaval, Campus Mazier) et Plérin (Centre commercial de la Prunelle, Église Saint-Pierre-et-Saint-Paul, Mairie, Plage des Rosaires). - Gare desservie : Gare de Saint-Brieuc. |                                                          |                                                          |                                                          |                                                          |                                                          |                                                          |                                                          |                                                          |
| R     | Autre : - Arrêts non accessibles aux PMR : Avenir, 8 Mai 1945, Rosengart, Ville Huet, La Planche, Croix Gueudas, Vile Ernault et Les Rosaires. - Amplitudes horaires : La ligne fonctionne de 11 h 30 à 19 h 55 les weekends de juin et durant les mois de juillet et août avec une fréquence de 35 minutes. - Particularités : En dehors des horaires de fonctionnement et en période hivernale, la desserte est assurée par Proxitub au départ du Collège Léquier, en correspondance avec la ligne C. En cas de mauvais temps, la ligne peut être effectuée en autobus standards, la météo influençant la fréquentation de la ligne. - Date de dernière mise à jour : 13 mai 2024. |                                                          |                                                          |                                                          |                                                          |                                                          |                                                          |                                                          |                                                          |
| R     | Dernière actualisation : — |                                                          |                                                          |                                                          |                                                          |                                                          |                                                          |                                                          |                                                          |

### Lignes matinales «de Bon matin»
| Ligne | Caractéristiques | Caractéristiques                                                                 | Caractéristiques                                                                 | Caractéristiques                                                                 | Caractéristiques                                                                 | Caractéristiques                                                                 | Caractéristiques                                                                 | Caractéristiques                                                                 | Caractéristiques                                                                 |
| M1    | Saint-Brieuc — Les Villages Espace commercial ⥋ Saint-Brieuc — Cesson République | Saint-Brieuc — Les Villages Espace commercial ⥋ Saint-Brieuc — Cesson République | Saint-Brieuc — Les Villages Espace commercial ⥋ Saint-Brieuc — Cesson République | Saint-Brieuc — Les Villages Espace commercial ⥋ Saint-Brieuc — Cesson République | Saint-Brieuc — Les Villages Espace commercial ⥋ Saint-Brieuc — Cesson République | Saint-Brieuc — Les Villages Espace commercial ⥋ Saint-Brieuc — Cesson République | Saint-Brieuc — Les Villages Espace commercial ⥋ Saint-Brieuc — Cesson République | Saint-Brieuc — Les Villages Espace commercial ⥋ Saint-Brieuc — Cesson République | Saint-Brieuc — Les Villages Espace commercial ⥋ Saint-Brieuc — Cesson République |
| ----- | --- | -------------------------------------------------------------------------------- | -------------------------------------------------------------------------------- | -------------------------------------------------------------------------------- | -------------------------------------------------------------------------------- | -------------------------------------------------------------------------------- | -------------------------------------------------------------------------------- | -------------------------------------------------------------------------------- | -------------------------------------------------------------------------------- |
| M1    | Ouverture / Fermeture 4 septembre 2017 / 1er septembre 2025 | Longueur 7,12 km                                                                 | Durée 26-29 min                                                                  | Nb. d’arrêts 24                                                                  | Matériel —                                                                       | Jours de fonctionnement L, Ma, Me, J, V, S                                       | Jour / Soir / Nuit / Fêtes N / N / O / N                                         | Voy. / an —                                                                      | Exploitant CAT 22 Rouillard                                                      |
| M1    | Desserte : - Ville et lieux desservis : Saint-Brieuc (Centre commercial Les Villages, Stade Hélène Boucher, Lycée Marie-Balavenne, Centre hospitalier des Capucins, Bibliothèque André Malraux, Centre commercial Les Champs, Palais de Justice, Cité universitaire, Piscine Aquaval, Campus Mazier, Lycée professionnel Sacré-Cœur, Maison du Diocèse). - Gares desservies : Gare de Saint-Brieuc. |                                                                                  |                                                                                  |                                                                                  |                                                                                  |                                                                                  |                                                                                  |                                                                                  |                                                                                  |
| M1    | Autre : - Arrêts non accessibles aux PMR : Saint-Jouan. - Amplitudes horaires : La ligne fonctionne du lundi au samedi hors jours fériés à raison d'un aller-retour entre 5 h 15 et 5 h 45 environ le matin, avant la prise de service de la ligne A. - Date de dernière mise à jour : 19 juin 2025. |                                                                                  |                                                                                  |                                                                                  |                                                                                  |                                                                                  |                                                                                  |                                                                                  |                                                                                  |
| M1    | Dernière actualisation : — |                                                                                  |                                                                                  |                                                                                  |                                                                                  |                                                                                  |                                                                                  |                                                                                  |                                                                                  |
| M2    | Ploufragan — Lorraine ⥋ Langueux — Poste | Ploufragan — Lorraine ⥋ Langueux — Poste                                         | Ploufragan — Lorraine ⥋ Langueux — Poste                                         | Ploufragan — Lorraine ⥋ Langueux — Poste                                         | Ploufragan — Lorraine ⥋ Langueux — Poste                                         | Ploufragan — Lorraine ⥋ Langueux — Poste                                         | Ploufragan — Lorraine ⥋ Langueux — Poste                                         | Ploufragan — Lorraine ⥋ Langueux — Poste                                         | Ploufragan — Lorraine ⥋ Langueux — Poste                                         |
| M2    | Ouverture / Fermeture 4 septembre 2017 / — | Longueur 13 km                                                                   | Durée 40 min                                                                     | Nb. d’arrêts 38                                                                  | Matériel —                                                                       | Jours de fonctionnement L, Ma, Me, J, V, S                                       | Jour / Soir / Nuit / Fêtes N / N / O / N                                         | Voy. / an —                                                                      | Exploitant Rouillard                                                             |
| M2    | Desserte : - Ville et lieux desservis : Ploufragan (Mairie, Stade des Hauts Champs, Salle Omnisports, Centre aquatique Aquabaie, Steredenn, Equinoxe - Palais des Congrès, Patinodrome, Parc des sports), Saint-Brieuc (Bibliothèque André Malraux, Centre commercial Les Champs, Palais de Justice, Lycée Rabelais) et Langueux (Espace commercial, Poste, Église Saint-Pierre-et-Saint-Paul, Presbytère). - Gares desservies : Gare de Saint-Brieuc.                                                                                              |                                                                                  |                                                                                  |                                                                                  |                                                                                  |                                                                                  |                                                                                  |                                                                                  |                                                                                  |
| M2    | Autre : - Arrêts non accessibles aux PMR : Croix Samson, Alain Colas, Carpont Esp. Commercial, Office HLM et Passerelle. - Amplitudes horaires : La ligne fonctionne du lundi au samedi hors jours fériés à raison d'un aller-retour entre 5 h 5 et 5 h 50 environ le matin, avant la prise de service de la ligne B. - Date de dernière mise à jour : 19 juin 2025. |                                                                                  |                                                                                  |                                                                                  |                                                                                  |                                                                                  |                                                                                  |                                                                                  |                                                                                  |
| M2    | Dernière actualisation : — |                                                                                  |                                                                                  |                                                                                  |                                                                                  |                                                                                  |                                                                                  |                                                                                  |                                                                                  |
| M3    | Plérin — Z.A. de l'Arrivée ⥋ Trégueux — Centre | Plérin — Z.A. de l'Arrivée ⥋ Trégueux — Centre                                   | Plérin — Z.A. de l'Arrivée ⥋ Trégueux — Centre                                   | Plérin — Z.A. de l'Arrivée ⥋ Trégueux — Centre                                   | Plérin — Z.A. de l'Arrivée ⥋ Trégueux — Centre                                   | Plérin — Z.A. de l'Arrivée ⥋ Trégueux — Centre                                   | Plérin — Z.A. de l'Arrivée ⥋ Trégueux — Centre                                   | Plérin — Z.A. de l'Arrivée ⥋ Trégueux — Centre                                   | Plérin — Z.A. de l'Arrivée ⥋ Trégueux — Centre                                   |
| M3    | Ouverture / Fermeture 4 septembre 2017 / — | Longueur 18 km                                                                   | Durée 37-40 min                                                                  | Nb. d’arrêts 35                                                                  | Matériel —                                                                       | Jours de fonctionnement L, Ma, Me, J, V, S                                       | Jour / Soir / Nuit / Fêtes N / N / O / N                                         | Voy. / an —                                                                      | Exploitant CAT 22 Rouillard                                                      |
| M3    | Desserte : - Ville et lieux desservis : Plérin (Zone d'activités de l'Arrivée, Clinique privée Eleusis, Espace artisanal, Gymnase Lécuyer, Complexe sportif, Mairie, Église Saint-Pierre-et-Saint-Paul, Centre commercial du Plateau, Zone d'activités des Longs Réages), Saint-Brieuc (Lycée Ernest Renan, Palais de Justice, Centre commercial Les Champs, Cercle sportif Croix Saint-Lambert, Bibliothèque Albert Camus, Hôpital Yves Le Foll) et Trégueux (Mairie, Église Saint-Pierre, Bleu Pluriel). - Gare desservie : Gare de Saint-Brieuc. |                                                                                  |                                                                                  |                                                                                  |                                                                                  |                                                                                  |                                                                                  |                                                                                  |                                                                                  |
| M3    | Autre : - Arrêts non accessibles aux PMR : 8 mai 1945. - Amplitudes horaires : La ligne fonctionne du lundi au samedi hors jours fériés à raison d'un aller-retour entre 5 h 10 et 5 h 50 environ le matin, avant la prise de service de la ligne C. - Date de dernière mise à jour : 19 juin 2025. |                                                                                  |                                                                                  |                                                                                  |                                                                                  |                                                                                  |                                                                                  |                                                                                  |                                                                                  |
| M3    | Dernière actualisation : — |                                                                                  |                                                                                  |                                                                                  |                                                                                  |                                                                                  |                                                                                  |                                                                                  |                                                                                  |
| M4    | Hillion Aubrac ⥋ Langueux Poste | Hillion Aubrac ⥋ Langueux Poste                                                  | Hillion Aubrac ⥋ Langueux Poste                                                  | Hillion Aubrac ⥋ Langueux Poste                                                  | Hillion Aubrac ⥋ Langueux Poste                                                  | Hillion Aubrac ⥋ Langueux Poste                                                  | Hillion Aubrac ⥋ Langueux Poste                                                  | Hillion Aubrac ⥋ Langueux Poste                                                  | Hillion Aubrac ⥋ Langueux Poste                                                  |
| M4    | Ouverture / Fermeture 2 septembre 2024 / — | Longueur Aller 16,6 km - Retour 6 km                                             | Durée Aller 42 min - Retour 13 min                                               | Nb. d’arrêts Aller 35 - Retour 12                                                | Matériel Urbanway 12                                                             | Jours de fonctionnement L, Ma, Me, J, V                                          | Jour / Soir / Nuit / Fêtes N / N / O / N                                         | Voy. / an —                                                                      | Exploitant Rouillard                                                             |
| M4    | Desserte : - Ville et lieux desservis : Saint-Brieuc (Campus Mazier, Piscine Aquaval, Palais de Justice, Centre commercial Les Champs, Bibliothèque André Malraux, École municipale des beaux-arts, Centre hospitalier des Capucins, Lycée Marie-Balavenne, Stade Hélène Boucher, Centre commercial Les Villages), Langueux (Mairie, Poste, Église Saint-Pierre-et-Saint-Paul, Zone commerciale), Yffiniac (Salle des fêtes, Mairie, Stade, Zone d'activités) et Hillion - Gare desservie : Gare de Saint-Brieuc, Gare d'Yffiniac.                  |                                                                                  |                                                                                  |                                                                                  |                                                                                  |                                                                                  |                                                                                  |                                                                                  |                                                                                  |
| M4    | Autre : - Arrêts non accessibles aux PMR : Hauts Chemins, Yffiniac Penthièvre, PA La Bourdinière, Les Mouettes, PA La Ferrère, Aubrac et Château Rouge. - Amplitudes horaires : Départ des Villages vers Aubrac à 04h10 et départ Aubrac vers Langueux Poste à 04h55. - Date de dernière mise à jour : 19 juin 2025. |                                                                                  |                                                                                  |                                                                                  |                                                                                  |                                                                                  |                                                                                  |                                                                                  |                                                                                  |
| M4    | Dernière actualisation : — |                                                                                  |                                                                                  |                                                                                  |                                                                                  |                                                                                  |                                                                                  |                                                                                  |                                                                                  |

### Lignes de soirée «Noc'TUB»
| Ligne | Caractéristiques | Caractéristiques                                                                 | Caractéristiques                                                                 | Caractéristiques                                                                 | Caractéristiques                                                                 | Caractéristiques                                                                 | Caractéristiques                                                                 | Caractéristiques                                                                 | Caractéristiques                                                                 |
| N1    | Saint-Brieuc — Les Villages Espace commercial ⥋ Saint-Brieuc — Cesson République | Saint-Brieuc — Les Villages Espace commercial ⥋ Saint-Brieuc — Cesson République | Saint-Brieuc — Les Villages Espace commercial ⥋ Saint-Brieuc — Cesson République | Saint-Brieuc — Les Villages Espace commercial ⥋ Saint-Brieuc — Cesson République | Saint-Brieuc — Les Villages Espace commercial ⥋ Saint-Brieuc — Cesson République | Saint-Brieuc — Les Villages Espace commercial ⥋ Saint-Brieuc — Cesson République | Saint-Brieuc — Les Villages Espace commercial ⥋ Saint-Brieuc — Cesson République | Saint-Brieuc — Les Villages Espace commercial ⥋ Saint-Brieuc — Cesson République | Saint-Brieuc — Les Villages Espace commercial ⥋ Saint-Brieuc — Cesson République |
| ----- | --- | -------------------------------------------------------------------------------- | -------------------------------------------------------------------------------- | -------------------------------------------------------------------------------- | -------------------------------------------------------------------------------- | -------------------------------------------------------------------------------- | -------------------------------------------------------------------------------- | -------------------------------------------------------------------------------- | -------------------------------------------------------------------------------- |
| N1    | Ouverture / Fermeture 4 janvier 2016 / 1er septembre 2025 | Longueur 7,12 km                                                                 | Durée 30 min                                                                     | Nb. d’arrêts 24                                                                  | Matériel —                                                                       | Jours de fonctionnement L, Ma, Me, J, V, S                                       | Jour / Soir / Nuit / Fêtes N / O / N / N                                         | Voy. / an —                                                                      | Exploitant CAT 22 Rouillard                                                      |
| N1    | Desserte : - Ville et lieux desservis : Saint-Brieuc (Centre commercial Les Villages, Stade Hélène Boucher, Lycée Marie-Balavenne, Centre hospitalier des Capucins, Bibliothèque André Malraux, Centre commercial Les Champs, Palais de Justice, Cité universitaire, Piscine Aquaval, Campus Mazier, Lycée professionnel Sacré-Cœur, Maison du Diocèse). - Gares desservies : Gare de Saint-Brieuc. |                                                                                  |                                                                                  |                                                                                  |                                                                                  |                                                                                  |                                                                                  |                                                                                  |                                                                                  |
| N1    | Autre : - Arrêts non accessibles aux PMR : St-Jouan. - Amplitudes horaires : La ligne fonctionne du lundi au mercredi soir de 20 h 30 à 22 h 45 et les jeudis, vendredis et samedis soir jusqu'à 23 h 59 environ, sauf jours fériés. - Particularités : Le premier départ de chaque sens s'effectue à l'arrêt Gare Centre par correspondance avec dernier bus de chaque sens de la ligne A. - Date de dernière mise à jour : 19 juin 2025. |                                                                                  |                                                                                  |                                                                                  |                                                                                  |                                                                                  |                                                                                  |                                                                                  |                                                                                  |
| N1    | Dernière actualisation : — |                                                                                  |                                                                                  |                                                                                  |                                                                                  |                                                                                  |                                                                                  |                                                                                  |                                                                                  |
| N2    | Ploufragan — Lorraine ⥋ Langueux — Poste | Ploufragan — Lorraine ⥋ Langueux — Poste                                         | Ploufragan — Lorraine ⥋ Langueux — Poste                                         | Ploufragan — Lorraine ⥋ Langueux — Poste                                         | Ploufragan — Lorraine ⥋ Langueux — Poste                                         | Ploufragan — Lorraine ⥋ Langueux — Poste                                         | Ploufragan — Lorraine ⥋ Langueux — Poste                                         | Ploufragan — Lorraine ⥋ Langueux — Poste                                         | Ploufragan — Lorraine ⥋ Langueux — Poste                                         |
| N2    | Ouverture / Fermeture 4 septembre 2017 / — | Longueur 15 km                                                                   | Durée 35 min                                                                     | Nb. d’arrêts 42                                                                  | Matériel —                                                                       | Jours de fonctionnement L, Ma, Me, J, V, S                                       | Jour / Soir / Nuit / Fêtes N / O / N / N                                         | Voy. / an —                                                                      | Exploitant CAT 22 Rouillard                                                      |
| N2    | Desserte : - Ville et lieux desservis : Ploufragan (Mairie, Stade des Hauts Champs, Salle Omnisports, Centre aquatique Aquabaie, Steredenn, Equinoxe - Palais des Congrès, Patinodrome, Parc des sports), Saint-Brieuc (Bibliothèque André Malraux, Centre commercial Les Champs, Palais de Justice, Lycée Rabelais) et Langueux (Espace commercial, Poste, Église Saint-Pierre-et-Saint-Paul, Presbytère). - Gares desservies : Gare de Saint-Brieuc. |                                                                                  |                                                                                  |                                                                                  |                                                                                  |                                                                                  |                                                                                  |                                                                                  |                                                                                  |
| N2    | Autre : - Arrêts non accessibles aux PMR : Office HLM, Fontaine Morin, Passerelle et Alain Colas. - Amplitudes horaires : La ligne fonctionne du lundi au mercredi soir de 20 h 30 à 22 h 50 et les jeudis, vendredis et samedis soir jusqu'à 0 h 1 environ, sauf jours fériés. - Particularités : Le premier départ de chaque sens s'effectue à l'arrêt Gare Centre par correspondance avec le dernier bus de chaque sens de la ligne B. - Date de dernière mise à jour : 19 juin 2025. |                                                                                  |                                                                                  |                                                                                  |                                                                                  |                                                                                  |                                                                                  |                                                                                  |                                                                                  |
| N2    | Dernière actualisation : — |                                                                                  |                                                                                  |                                                                                  |                                                                                  |                                                                                  |                                                                                  |                                                                                  |                                                                                  |
| N3    | Plérin — Église ⥋ Trégueux — Bleu Pluriel | Plérin — Église ⥋ Trégueux — Bleu Pluriel                                        | Plérin — Église ⥋ Trégueux — Bleu Pluriel                                        | Plérin — Église ⥋ Trégueux — Bleu Pluriel                                        | Plérin — Église ⥋ Trégueux — Bleu Pluriel                                        | Plérin — Église ⥋ Trégueux — Bleu Pluriel                                        | Plérin — Église ⥋ Trégueux — Bleu Pluriel                                        | Plérin — Église ⥋ Trégueux — Bleu Pluriel                                        | Plérin — Église ⥋ Trégueux — Bleu Pluriel                                        |
| N3    | Ouverture / Fermeture 4 janvier 2016 / — | Longueur 22 km                                                                   | Durée 31-38 min                                                                  | Nb. d’arrêts 40                                                                  | Matériel —                                                                       | Jours de fonctionnement L, Ma, Me, J, V, S                                       | Jour / Soir / Nuit / Fêtes N / O / N / N                                         | Voy. / an —                                                                      | Exploitant Rouillard                                                             |
| N3    | Desserte : - Ville et lieux desservis : Plérin (Espace artisanal, Mairie, Église Saint-Pierre-et-Saint-Paul, Centre commercial du Plateau, Zone d'activités des Longs Réages), Saint-Brieuc (Lycée Ernest Renan, Palais de Justice, Centre commercial Les Champs, Cercle sportif Croix Saint-Lambert, Bibliothèque Albert Camus, Hôpital Yves Le Foll) et Trégueux (Mairie, Église Saint-Pierre, Bleu Pluriel). - Gare desservie : Gare de Saint-Brieuc. |                                                                                  |                                                                                  |                                                                                  |                                                                                  |                                                                                  |                                                                                  |                                                                                  |                                                                                  |
| N3    | Autre : - Arrêts non accessibles aux PMR : Quasiment tout le secteur de Plérin, Clef des Arts et St Rivily. - Amplitudes horaires : La ligne fonctionne du lundi au mercredi soir de 20 h 30 à 22 h 50 et les jeudis, vendredis et samedis soir jusqu'à 0 h environ, sauf jours fériés. - Particularités : Le premier départ de chaque sens s'effectue à l'arrêt Gare Centre par correspondance avec le dernier bus de chaque sens de la ligne C. Une expérimentation de navette régulière a lieu depuis septembre 2021 du lundi au vendredi et le samedi sur réservation pour les arrêts Rossignol (21 h 15) et Z.A. de l'Arrivée (21 h 20) de Plérin, pour une arrivée à Saint-Brieuc Gare Centre à 21 h 35, en correspondance avec les autres bus des Noc'TUB. - Date de dernière mise à jour : 19 juin 2025. |                                                                                  |                                                                                  |                                                                                  |                                                                                  |                                                                                  |                                                                                  |                                                                                  |                                                                                  |
| N3    | Dernière actualisation : — |                                                                                  |                                                                                  |                                                                                  |                                                                                  |                                                                                  |                                                                                  |                                                                                  |                                                                                  |
| N4    | Hillion Aubrac ⥋ Langueux Poste | Hillion Aubrac ⥋ Langueux Poste                                                  | Hillion Aubrac ⥋ Langueux Poste                                                  | Hillion Aubrac ⥋ Langueux Poste                                                  | Hillion Aubrac ⥋ Langueux Poste                                                  | Hillion Aubrac ⥋ Langueux Poste                                                  | Hillion Aubrac ⥋ Langueux Poste                                                  | Hillion Aubrac ⥋ Langueux Poste                                                  | Hillion Aubrac ⥋ Langueux Poste                                                  |
| N4    | Ouverture / Fermeture 2 septembre 2024 / — | Longueur 7 km                                                                    | Durée 14 min                                                                     | Nb. d’arrêts 12                                                                  | Matériel Urbanway 12                                                             | Jours de fonctionnement L, Ma, Me, J, V                                          | Jour / Soir / Nuit / Fêtes N / O / N / N                                         | Voy. / an —                                                                      | Exploitant Rouillard                                                             |
| N4    | Desserte : - Ville et lieux desservis : Langueux (Mairie, Poste, Église Saint-Pierre-et-Saint-Paul), Yffiniac (Salle des fêtes, Mairie, Stade, Zone d'activités) et Hillion - Gare desservie : Gare d'Yffiniac. |                                                                                  |                                                                                  |                                                                                  |                                                                                  |                                                                                  |                                                                                  |                                                                                  |                                                                                  |
| N4    | Autre : - Arrêts non accessibles aux PMR : Aubrac, PA La Ferrère, Les Mouettes, PA La Bourdinière, Yffiniac Penthièvre, Hauts Chemins. - Amplitudes horaires : Départ à 21h05 d'Aubrac. - Date de dernière mise à jour : 19 juin 2025. |                                                                                  |                                                                                  |                                                                                  |                                                                                  |                                                                                  |                                                                                  |                                                                                  |                                                                                  |
| N4    | Dernière actualisation : — |                                                                                  |                                                                                  |                                                                                  |                                                                                  |                                                                                  |                                                                                  |                                                                                  |                                                                                  |

### Lignes des dimanches et jours fériés
| Ligne | Caractéristiques | Caractéristiques                                                                 | Caractéristiques                                                                 | Caractéristiques                                                                 | Caractéristiques                                                                 | Caractéristiques                                                                 | Caractéristiques                                                                 | Caractéristiques                                                                 | Caractéristiques                                                                 |
| DF1   | Saint-Brieuc — Les Villages Espace commercial ⥋ Saint-Brieuc — Cesson République | Saint-Brieuc — Les Villages Espace commercial ⥋ Saint-Brieuc — Cesson République | Saint-Brieuc — Les Villages Espace commercial ⥋ Saint-Brieuc — Cesson République | Saint-Brieuc — Les Villages Espace commercial ⥋ Saint-Brieuc — Cesson République | Saint-Brieuc — Les Villages Espace commercial ⥋ Saint-Brieuc — Cesson République | Saint-Brieuc — Les Villages Espace commercial ⥋ Saint-Brieuc — Cesson République | Saint-Brieuc — Les Villages Espace commercial ⥋ Saint-Brieuc — Cesson République | Saint-Brieuc — Les Villages Espace commercial ⥋ Saint-Brieuc — Cesson République | Saint-Brieuc — Les Villages Espace commercial ⥋ Saint-Brieuc — Cesson République |
| ----- | --- | -------------------------------------------------------------------------------- | -------------------------------------------------------------------------------- | -------------------------------------------------------------------------------- | -------------------------------------------------------------------------------- | -------------------------------------------------------------------------------- | -------------------------------------------------------------------------------- | -------------------------------------------------------------------------------- | -------------------------------------------------------------------------------- |
| DF1   | Ouverture / Fermeture 4 janvier 2016 / 1er septembre 2025 | Longueur 13 km                                                                   | Durée 23-33 min                                                                  | Nb. d’arrêts 35                                                                  | Matériel Urbanway 12                                                             | Jours de fonctionnement D et jours fériés                                        | Jour / Soir / Nuit / Fêtes O / N / N / O                                         | Voy. / an —                                                                      | Exploitant Rouillard                                                             |
| DF1   | Desserte : - Ville et lieux desservis : Saint-Brieuc (Centre commercial Les Villages, Stade Hélène Boucher, Lycée Marie-Balavenne, Centre hospitalier des Capucins, Bibliothèque André Malraux, Centre commercial Les Champs, Palais de Justice, Lycée Rabelais, Stade Fred-Aubert, Centre hospitalier privé, Maison d'arrêt, Cité universitaire, Piscine Aquaval, Campus Mazier, IUT, Lycée Chaptal, Lycée professionnel Sacré-Cœur, Maison du Diocèse). - Gares desservies : Gare de Saint-Brieuc. |                                                                                  |                                                                                  |                                                                                  |                                                                                  |                                                                                  |                                                                                  |                                                                                  |                                                                                  |
| DF1   | Autre : - Arrêts non accessibles aux PMR : Saint-Jouan. - Amplitudes horaires : La ligne fonctionne les dimanches et jours fériés de 13 h 35 à 19 h 20. - Particularités : Le premier départ direction Cesson se fait à l'arrêt Gare Centre et le dernier départ vers ce même terminus est limité à l'arrêt Gare Centre. - Date de dernière mise à jour : 19 juin 2025. |                                                                                  |                                                                                  |                                                                                  |                                                                                  |                                                                                  |                                                                                  |                                                                                  |                                                                                  |
| DF1   | Dernière actualisation : — |                                                                                  |                                                                                  |                                                                                  |                                                                                  |                                                                                  |                                                                                  |                                                                                  |                                                                                  |
| DF2   | Ploufragan — Balafe ⥋ Trégueux — Le Brun | Ploufragan — Balafe ⥋ Trégueux — Le Brun                                         | Ploufragan — Balafe ⥋ Trégueux — Le Brun                                         | Ploufragan — Balafe ⥋ Trégueux — Le Brun                                         | Ploufragan — Balafe ⥋ Trégueux — Le Brun                                         | Ploufragan — Balafe ⥋ Trégueux — Le Brun                                         | Ploufragan — Balafe ⥋ Trégueux — Le Brun                                         | Ploufragan — Balafe ⥋ Trégueux — Le Brun                                         | Ploufragan — Balafe ⥋ Trégueux — Le Brun                                         |
| DF2   | Ouverture / Fermeture 4 janvier 2016 / — | Longueur 19 km                                                                   | Durée 30-35 min                                                                  | Nb. d’arrêts 49                                                                  | Matériel Urbanway 12                                                             | Jours de fonctionnement D et jours fériés                                        | Jour / Soir / Nuit / Fêtes O / N / N / O                                         | Voy. / an —                                                                      | Exploitant Rouillard                                                             |
| DF2   | Desserte : - Ville et lieux desservis : Ploufragan (Mairie, Stade des Hauts Champs, Salle Omnisports), Saint-Brieuc (Bibliothèque André Malraux, Centre commercial Les Champs, Cercle sportif Croix Saint-Lambert, Bibliothèque Albert Camus, Hôpital Yves Le Foll) et Trégueux (Mairie, Église Saint-Pierre, Bleu Pluriel). - Gares desservies : Gare de Saint-Brieuc. |                                                                                  |                                                                                  |                                                                                  |                                                                                  |                                                                                  |                                                                                  |                                                                                  |                                                                                  |
| DF2   | Autre : - Arrêts non accessibles aux PMR : Passerelle, Office HLM, Fontenelle et Villebonne. - Amplitudes horaires : La ligne fonctionne les dimanches et jours fériés de 13 h 35 à 19 h 20. - Particularités : Le premier départ direction Ploufragan se fait à l'arrêt Gare Centre et le dernier départ vers ce même terminus est limité à l'arrêt Gare Centre. - Date de dernière mise à jour : 19 juin 2025.                                                                                     |                                                                                  |                                                                                  |                                                                                  |                                                                                  |                                                                                  |                                                                                  |                                                                                  |                                                                                  |
| DF2   | Dernière actualisation : — |                                                                                  |                                                                                  |                                                                                  |                                                                                  |                                                                                  |                                                                                  |                                                                                  |                                                                                  |
| DF3   | Plérin — Église ⥋ Trégueux — Bleu Pluriel | Plérin — Église ⥋ Trégueux — Bleu Pluriel                                        | Plérin — Église ⥋ Trégueux — Bleu Pluriel                                        | Plérin — Église ⥋ Trégueux — Bleu Pluriel                                        | Plérin — Église ⥋ Trégueux — Bleu Pluriel                                        | Plérin — Église ⥋ Trégueux — Bleu Pluriel                                        | Plérin — Église ⥋ Trégueux — Bleu Pluriel                                        | Plérin — Église ⥋ Trégueux — Bleu Pluriel                                        | Plérin — Église ⥋ Trégueux — Bleu Pluriel                                        |
| DF3   | Ouverture / Fermeture 1er septembre 2025 / — | Longueur 11,2 - 12,5 km                                                          | Durée 36 - 39 min                                                                | Nb. d’arrêts 23 - 32                                                             | Matériel Urbanway 12                                                             | Jours de fonctionnement D et jours fériés                                        | Jour / Soir / Nuit / Fêtes O / N / N / O                                         | Voy. / an —                                                                      | Exploitant Rouillard                                                             |
| DF3   | Desserte : - Ville et lieux desservis : Plérin (Espace artisanal, Mairie, Église Saint-Pierre-et-Saint-Paul, Centre commercial du Plateau, Zone d'activités des Longs Réages), Saint-Brieuc (Lycée Ernest Renan, Palais de Justice, Centre commercial Les Champs, Cercle sportif Croix Saint-Lambert, Bibliothèque Albert Camus, Hôpital Yves Le Foll) et Trégueux (Mairie, Église Saint-Pierre, Bleu Pluriel). - Gare desservie : Gare de Saint-Brieuc.                                             |                                                                                  |                                                                                  |                                                                                  |                                                                                  |                                                                                  |                                                                                  |                                                                                  |                                                                                  |
| DF3   | Autre : - Arrêts non accessibles aux PMR : Quasiment tout le secteur de Plérin, Clef des Arts et St Rivily. - Amplitudes horaires : La ligne fonctionne le dimanche et jours fériés de 9 h 39 à 20 h 0. |                                                                                  |                                                                                  |                                                                                  |                                                                                  |                                                                                  |                                                                                  |                                                                                  |                                                                                  |
| DF3   | Dernière actualisation : 10 août 2025 |                                                                                  |                                                                                  |                                                                                  |                                                                                  |                                                                                  |                                                                                  |                                                                                  |                                                                                  |
| DF4   | Saint-Brieuc — Gare Centre ⥋ Saint-Brieuc — Sacré-Cœur | Saint-Brieuc — Gare Centre ⥋ Saint-Brieuc — Sacré-Cœur                           | Saint-Brieuc — Gare Centre ⥋ Saint-Brieuc — Sacré-Cœur                           | Saint-Brieuc — Gare Centre ⥋ Saint-Brieuc — Sacré-Cœur                           | Saint-Brieuc — Gare Centre ⥋ Saint-Brieuc — Sacré-Cœur                           | Saint-Brieuc — Gare Centre ⥋ Saint-Brieuc — Sacré-Cœur                           | Saint-Brieuc — Gare Centre ⥋ Saint-Brieuc — Sacré-Cœur                           | Saint-Brieuc — Gare Centre ⥋ Saint-Brieuc — Sacré-Cœur                           | Saint-Brieuc — Gare Centre ⥋ Saint-Brieuc — Sacré-Cœur                           |
| DF4   | Ouverture / Fermeture 4 septembre 2017 / — | Longueur 10,5 km                                                                 | Durée 32 min                                                                     | Nb. d’arrêts 14                                                                  | Matériel Urbanway 12                                                             | Jours de fonctionnement D et jours fériés                                        | Jour / Soir / Nuit / Fêtes N / O / N / O                                         | Voy. / an —                                                                      | Exploitant Rouillard                                                             |
| DF4   | Desserte : - Ville et lieux desservis : Saint-Brieuc (Centre commercial Les Champs, Palais de Justice, Lycée Rabelais, Stade Fred-Aubert, Centre hospitalier privé, Maison d'arrêt, IUT, Lycée Chaptal, Lycée professionnel Sacré-Cœur). - Gares desservies : Gare de Saint-Brieuc. |                                                                                  |                                                                                  |                                                                                  |                                                                                  |                                                                                  |                                                                                  |                                                                                  |                                                                                  |
| DF4   | Autre : - Arrêts non accessibles aux PMR : - - Amplitudes horaires : La ligne fonctionne les dimanches et jours fériés, en soirée, avec un départ à 21 h 15 vers le lycée Sacré-Cœur uniquement. - Particularités : Ne fonctionne que dans un sens, la veille des jours scolaires. - Date de dernière mise à jour : 19 juin 2025. |                                                                                  |                                                                                  |                                                                                  |                                                                                  |                                                                                  |                                                                                  |                                                                                  |                                                                                  |
| DF4   | Dernière actualisation : — |                                                                                  |                                                                                  |                                                                                  |                                                                                  |                                                                                  |                                                                                  |                                                                                  |                                                                                  |

### Services spéciaux
En plus des lignes régulières, le réseau dispose de plusieurs lignes spéciales.

#### TUB'Express
Ces lignes assurent la desserte des collèges, lycées, universités et CFA de l'agglomération durant les périodes scolaires uniquement. Elles sont ouvertes à tous les voyageurs.
| Ligne                                          | Parcours | Allers - Retours                                       | Matériel                  | Exploitant    |
| ---------------------------------------------- | --- | ------------------------------------------------------ | ------------------------- | ------------- |
| TE1                                            | Saint-Brieuc — Gare Routière Robien / Centre Combat des Trente → Lycée Renan                                       | 1 (aller uniquement)                                   | Mercedes-Benz Citaro      | CAT 22        |
| TE2                                            | Poufragan — Les quartiers / Saint-Hervé → Saint-Brieuc — Gare Routière Robien                                      | 1 (aller uniquement)                                   | —                         | —             |
| TE3                                            | Saint-Brieuc — Gare Routière Robien / Centre Clemenceau / Collège St Pierre ↔ Plérin — Moulin de Colvé             | 1 aller ; 2 retours (du lundi au jeudi et le vendredi) | —                         | —             |
| TE4                                            | Saint-Brieuc — Gare Routière Robien / Centre Clemenceau ↔ Saint-Brieuc — Freyssinet / Jean Moulin                  | 1 aller ; 5 retours (suivant la fermeture des lycées)  | —                         | —             |
| TE5                                            | — | —                                                      | —                         | —             |
| TE6                                            | Trégueux — Champs de Pies / Centre → Saint-Brieuc — Centre Combat des Trente / Sacré-Cœur                          | 1 (aller uniquement)                                   | Urbanway 12               | Rouillard     |
| TE7                                            | Ploufragan — Croix Tual / Saint-Hervé → Saint-Brieuc — Gare Routière Robien / Sacré-Cœur                           | 1 (aller uniquement)                                   | Citelis 18                | BAT           |
| TE8                                            | — | —                                                      | —                         | —             |
| TE9                                            | — | —                                                      | —                         | —             |
| TE10                                           | Pordic — Baschamps / Centre ↔ Plérin — Centre ↔ Saint-Brieuc — Freyssinet / Jean Moulin                            | 1 aller ; 3 retours (suivant la fermeture des lycées)  | —                         | —             |
| TE11                                           | Plourhan — Ville Quinio ↔ Lantic — Centre ↔ Saint-Brieuc — Centre ville / Freyssinet / Jean Moulin                 | 1 aller ; 1 retour (du lundi au vendredi + mercredi)   | Iveco Crossway            | Rouillard     |
| TE20                                           | Hillion — Centre → Yffiniac — Centre → Langueux — Centre → Saint-Brieuc — Sacré-Cœur                               | 1 (aller uniquement)                                   | Heuliez GX 327            | BAT           |
| TE21                                           | — | —                                                      | —                         | —             |
| TE22                                           | Hillion — Centre ↔ Yffiniac — Gare / Centre ↔ Langueux — Centre ↔ Saint-Brieuc — Gare Routière Robien / Clemenceau | 1 aller ; 1 retours (sauf mercredi)                    | Tous                      | BAT           |
| TE23                                           | Hillion — Centre → Yffiniac — Centre → Langueux — Centre → Saint-Brieuc — Centre Clemenceau                        | 1 (aller uniquement)                                   | —                         | —             |
| TE30                                           | Yffiniac — Croix Orin / Centre → Langueux — Centre → Saint-Brieuc — Clemenceau / Gare Routière Robien              | 1 (aller uniquement)                                   | Citelis 18                | BAT           |
| TE40                                           | — | —                                                      | —                         | —             |
| TE50                                           | Saint-Brieuc — Gare Routière Robien ↔ Ploufragan — Campus des Métiers                                              | 2 allers ; 2 retours (horaires adaptés à ceux du CFA)  | Urbanway 12 Citelis 18    | BAT Rouillard |
| TE51                                           | Le Foeil — Mairie ↔ Plaine-Haute — Mairie ↔ Plaintel — Mairie ↔ Saint-Brieuc — Rabelais / Sacré-Cœur               | 1 aller ; 1 retour (du lundi au vendredi + mercredi)   | —                         | —             |
| TE52                                           | Quintin — Vallée → Saint-Brandan — Église → Plaintel — Mairie → Saint-Brieuc — Lycée Rabelais                      | 1 (aller uniquement)                                   | —                         | —             |
| TE53 a                                         | Plœuc-L'Hermitage ↔ Plaintel ↔ Saint-Carreuc ↔ Saint-Brieuc — Gare Routière Robien / Lycée Rabelais                | 1 (aller uniquement)                                   | —                         | —             |
| TE53 b                                         | Saint-Brieuc — Gare Routière Robien ↔ Ploufragan ↔ Saint-Julien ↔ Saint-Carreuc ↔ Plaintel ↔ Plœuc-L'Hermitage     | 1 retour (du lundi au vendredi + mercredi)             | —                         | —             |
| TE54                                           | Plaintel (pré-ramassage pour desserte des établissements scolaires de Saint-Brieuc)                                | 1 aller ; 1 retour (du lundi au vendredi + mercredi)   | —                         | —             |
| TE55                                           | Plaintel (pré-ramassage pour desserte des établissements scolaires de Saint-Brieuc)                                | 1 (aller uniquement)                                   | —                         | —             |
| TE60 a                                         | Trémuson — Lamartine → La Méaugon — Four de la rue (s'enchaîne avec la ligne 60)                                   | 1 (aller uniquement)                                   | Mercedes-Benz Citaro      | CAT 22        |
| TE60 b                                         | Saint-Brieuc — Gare Routière Robien / Freyssinet → Trémuson — Les Mines → La Méaugon — Four de la rue              | 1 (retour uniquement)                                  | Mercedes-Benz Citaro      | CAT 22        |
| TE70                                           | Plédran — Centre ↔ Trégueux — La Crarée ↔ Saint-Brieuc — Léonard de Vinci / Rabelais                               | 4 allers, 3 retours (du lundi au vendredi + mercredi)  | Citelis 18 Heuliez GX 327 | BAT           |
| TE71                                           | Ploeuc — Centre → Saint-Carreuc → Plédran → Lycée Rabelais → Lycée Chaptal → Sacré-Cœur                            | 1 (aller uniquement)                                   | —                         | —             |
| Date de dernière mise à jour : 26 juillet 2025 | |                                                        |                           |               |

#### Services spéciaux scolaires
On trouve aussi des lignes dites scolaires, desservant les différents établissements de l'agglomération. La numéro est de type Sxxx où Pxxx (pour les services à destination des écoles primaires) où le premier chiffre désigne le secteur de l'agglomération.

## Évolution des lignes du réseau depuis 1949

### Entre les années 1940 et 1960
Le tout premier réseau, mis en place le 1er mai 1949, était constitué des lignes suivantes :
- A : Place Baratoux ↔ Champ de Mars ↔ Gare ↔ Robien ;
- B : Champ de Mars ↔ Abattoirs municipaux ↔ Les Villages ;
- C : Champ de Mars ↔ St-Thérèse ↔ Cesson ;
- D : Champ de Mars ↔ Pont de Souzain ↔ Port du Légué.

En 1957, il compte deux lignes supplémentaires :
- A : Champ de Mars ↔ Les Villages ;
- B : Champ de Mars ↔ Cesson ;
- C : Champ de Mars ↔ Port du Légué ;
- D : Champ de Mars ↔ Ville Audry ;
- E : Champ de Mars ↔ Boulevard Pasteur (Saint-Michel) ;
- F : Champ de Mars ↔ Zone industrielle.

En 1968, il compte toujours six lignes, mais son organisation est différente :
- A : Rue de Jersey/St-Yves ↔ Ploufragan/Carpont ;
- B : Bien assis/Les villages ↔ Beauvallon/Rue Beaufils ;
- C : Champ de Mars ↔ Cesson/La Tour/Le Valet ;
- D : Les Villes Dorées ↔ Villes Moisans ;
- K : Champ de Mars ↔ Ginglin ;
- Légué ↔ Ginglin (non indicée).

### Des années 1960 à 1980
L'arrivée de la CAT 22 en 1969 s'accompagne d'une refonte du réseau avec l'abandon des lettres au profit des numéros, et dessert désormais la commune de Ploufragan :
- Ligne 1 : Champ de Mars ↔ Ploufragan par 14 juillet ;
- Ligne 2 : Champ de Mars ↔ Ville Audry ;
- Ligne 2 bis : Champ de Mars ↔ Les Villages ;
- Ligne 3 : Champ de Mars ↔ Cesson ;
- Ligne 4 : Champ de Mars ↔ Ploufragan par Villes Moisans ;
- Ligne 4 bis : Champ de Mars ↔ Port du Légué ;
- Ligne 5 : Champ de Mars ↔ Boulevard Pasteur (Saint-Michel), puis Trégueux à partir de 1973 ;
- Ligne 6 : Champ de Mars ↔ Zone Industrielle ↔ Etablettes.

Dix ans plus tard, en 1983, le réseau compte dix lignes :
- Ligne 1 : Champ de Mars ↔ Gare SNCF ↔ Ploufragan par La Villette
- Ligne 1 bis : Champ de Mars ↔ Robien/Croix Perron ↔ Ploufragan Villes Moisans
- Ligne 2 : Champ de Mars ↔ Croix Perron ↔ Croix St Lambert ↔ Ville Audry
- Ligne 2 bis : Champ de Mars ↔ St Pierre ↔ Les Villages (église) via Saint-Jouan
- Ligne 3 A : Champ de Mars ↔ Rahuel ↔ Gernugan ↔ Cesson via Loucheur
- Ligne 3 B : Champ de Mars ↔ Rahuel ↔ Gernugan ↔ Cesson via Ville Bastard
- Ligne 4 : Champ de Mars ↔ St Pierre ↔ Tour d'Auvergne ↔ CRS 13 via Ville hellio
- Ligne 4 bis : Champ de Mars ↔ Gare SNCF ↔ Laënnec ↔ Ville Jouha
- Ligne 5 : Champ de Mars ↔ Beauvallon ↔ Croix St Lambert ↔ Trégueux via République ou Villebonne
- Ligne 6 : Champ de Mars ↔ Gare routière ↔ Racine ↔ Balzac Gernugan ↔ Chaptal ↔ Joint Français ↔ ZI Etablettes
- Ligne spéciale : Champ de Mars ↔ Rahuel ↔ Euromarché (Zone commerciale de Langueux)

L'année suivante est créée une ligne entre le Champ de Mars et la zone industrielle des Châtelets à Ploufragan.

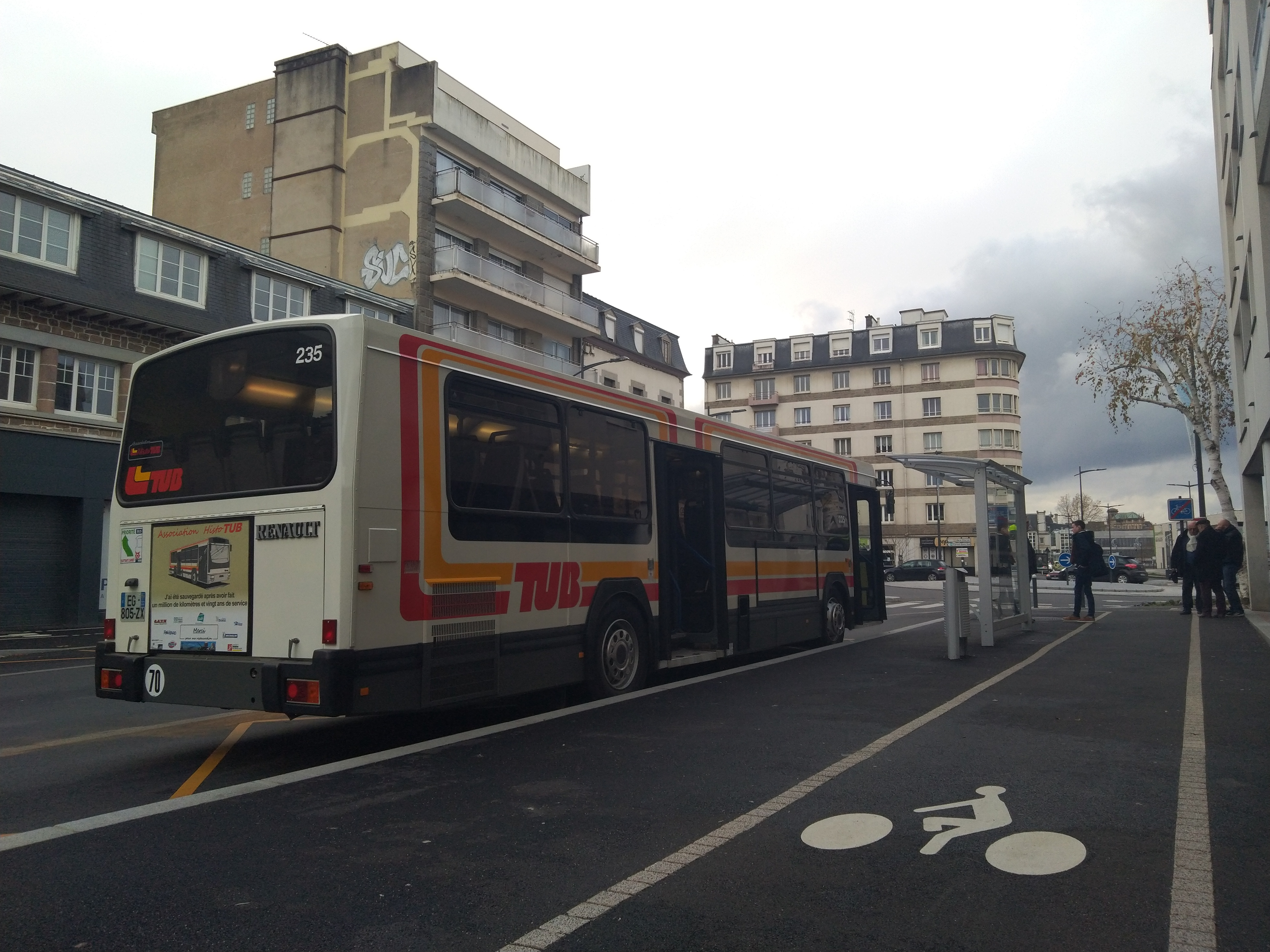
Un Renault PR 100.2 du réseau. Autobus phare des années 1980.

En 1985, l'arrivée de la SETAB s'accompagne d'une nouvelle restructuration du réseau, ce dernier formera l'armature du réseau tel qu'il existera jusqu'aux années 2010 :
- Ligne 1 : Champ de Mars ↔ Villes Jouha
- Ligne 2 : Champ de Mars ↔ Bien assis
- Ligne 3 : Champ de Mars ↔ Les villages
- Ligne 5 : Champ de Mars ↔ Ville Bastard (Cesson)
- Ligne 6 : Champ de Mars ↔ Cesson
- Ligne 7 : Champ de Mars ↔ Zone Industrielle ↔ Etablettes via Euromarché
- Ligne 8 : Champ de Mars ↔ Trégueux
- Ligne 9 : Champ de Mars ↔ Bonnets Rouges Pré Auren
- Ligne 11 : Champ de Mars ↔ Ploufragan par Villes Moisans
- Ligne 12 : Champ de Mars ↔ Ploufragan par La Villette

En 1986 de nouvelles lignes voient le jour, en lien avec la desserte de nouvelles communes : Langueux et Plédran, et d'autres sont prolongées :
- Ligne 3 : Les Villages ↔ Champ de Mars ↔ Cesson (fusion des lignes 3 et 6) ;
- Ligne 4 : (Circulaire) Champ de Mars via quartier Saint-Michel ;
- Ligne 5 : Champ de Mars ↔ Cesson (prolongement dans le bourg) ;
- Ligne 13 : Champ de Mars ↔ Langueux Champs Ballous ;
- Ligne 14 : Champ de Mars ↔ Langueux Les Grèves ;
- Ligne 15 : Champ de Mars ↔ Plédran ;
- Lignes 8 et 11 à 14 : Déplacement du terminus à l'Hôtel de ville .

D'autres changements ont lieu :
- les lignes 3, 8 et 11 à 14 sont modifiées pour desservir le centre-ville de Saint-Brieuc jusque-là curieusement non desservi par le réseau TUB ;
- les lignes 11 et 12 voient la mise en place de nouvelles dessertes à Ploufragan[5] : Le Zoopôle pour la 11 et la CRCA pour la 12.

Le réseau se compose de 13 lignes en 1987 :
- Ligne 1 : Champ de Mars ↔ Gare SNCF ↔ Ville Jouha
- Ligne 2 : Champ de Mars ↔ St Pierre ↔ Corderie ↔ St Yves ↔ Normandie ↔ Bien assis
- Ligne 3 : Cesson ↔ Rahuel ↔ Champ de Mars ↔ Hôtel de ville / halles ↔ Corderie ↔ Les Villages
- Ligne 4 : Place Duguesclin → Hôtel de Ville → Les halles → St Michel → Place Duguesclin
- Ligne 5 : Place Duguesclin ↔ Balzac ↔ Cesson par Ville Bastard
- Ligne 7 : Champ de Mars ↔ Zone Industrielle
- Ligne 8 : Hôtel de ville ↔ Place Duguesclin ↔ Beauvallon ↔ Croix St Lambert ↔ Hôpital ↔ Trégueux
- Ligne 9 : Champ de Mars ↔ Croix Perron ↔ Croix St Lambert ↔ Ville Audry ↔ Bonnets Rouges
- Ligne 11 : Hôtel de Ville ↔ Gare SNCF ↔ Ploufragan par villes moisans
- Ligne 12 : Hôtel de Ville ↔ Gare SNCF ↔ Ploufragan par la villette
- Ligne 13 : Hôtel de ville ↔ Place Duguesclin ↔ Douvenant ↔ Langueux centre/Champs ballous
- Ligne 14 : Hôtel de ville ↔ Place Duguesclin ↔ Douvenant ↔ Langueux les grèves
- Ligne 15 : Champ de Mars ↔ Croix Perron ↔ Croix St Lambert ↔ Plédran

En 1988, le réseau subit d'autres adaptations :
- Ligne 1 : Prolongement à Trégueux par les quartiers du Brézillet et du Buchon, ce qui provoque la suppression de la ligne 9 ;
- Ligne 2 : Prolongement à la Viller Oger nouvellement desservie ;
- La desserte de la zone industrielle est reprise par les lignes 13 et 14, provoquant la suppression de la ligne 7 ;
- Prolongement de la ligne 14 à la Mare Noire, à la limite entre Langueux et Yffiniac.

En 1989, l'itinéraire de la 4 est modifié en desservant la place Michel et la ligne 13/14 est renforcée.
Le réseau compte alors 11 lignes :
- Ligne 1 : Ville Jouha ↔ Gare SNCF ↔ Champ de Mars ↔ Brezillet ↔ Croix St Lambert ↔ ZA ↔ Le Buchon
- Ligne 2 : C.Com. Villages ↔ Corderie ↔ St Pierre ↔ Champ de Mars ↔ Croix Perront ↔ Croix St Lambert ↔ Ville Oger
- Ligne 3 : C.Com. Villages ↔ Corderie ↔ Hôtel de ville / les halles ↔ Duguesclin ↔ beaufeuillage ↔ Cesson Bourg ↔ Le valais.
- Ligne 4 : Duguesclin → Les halles → St Michel → Duguesclin
- Ligne 5 : Duguesclin ↔ Balzac ↔ Cesson Ville Bastard
- Ligne 8 : Hôtel de Ville ↔ Duguesclin ↔ Beauvallon ↔ Trégueux par hôpital (8B)ou République (8A)
- Ligne 11 : Hôtel de Ville ↔ Gare SNCF ↔ Ploufragan par Villes Moisans
- Ligne 12 : Hôtel de Ville ↔ Gare SNCF ↔ Ploufragan par La Villette
- Ligne 13 : Hôtel de Ville ↔ Duguesclin ↔ Zone Industrielle ↔ Douvenant ↔ Langueux centre
- Ligne 14 : Hôtel de Ville ↔ Duguesclin ↔ Douvenant ↔ Langueux les grèves
- Ligne 15 : Champ de Mars ↔ Croix Perron ↔ Croix St Lambert ↔ Plédran

### Les années 1990
Le 1er juillet 1990, la SETAB laisse place à Via-Transexel (devenu VIA-GTI puis Keolis en 2001) pour l'exploitation du réseau.
L'année 1990 est aussi marquée par la création du point central sur la place du Champ de Mars à la suite de la refonte du plan de le circulation dans le centre-ville de Saint-Brieuc et création du service « TaxiTUB », composé de 16 lignes, qui permet de desservir les zones peu denses de l'agglomération.
L'arrivée de Via-Transexel en 1990 s'accompagne d'une restructuration partielle du réseau :
- les lignes 11 et 12 de Ploufragan sont remplacées par la ligne 5 prolongée via les Villes Moisans en ligne 5A (ex-11) et par La Villette en ligne 5B (ex-12) ;
- la ligne 14 est remplacée par un prolongement de la ligne 13 ;
- prolongement de la ligne 4 à la gare de Saint-Brieuc à la suite de l'arrivée du TGV.

Le réseau compte alors huit lignes :
- ligne 1 : Ville Jouha ↔ Gare SNCF ↔ Champ de Mars ↔ Brezillet ↔ Croix St Lambert ↔ ZA ↔ Calmettes ;
- ligne 2 : C.Com. Villages ↔ Corderie ↔ Saint Pierre/Hôtel de Ville ↔ Champ de Mars ↔ Ville Oger ;
- ligne 3 : C.Com. Villages ↔ Corderie ↔ Hôtel de ville / les halles ↔ Champ de Mars ↔ beaufeuillage ↔ Cesson Bourg ↔ Le valais ;
- ligne 4 : Gare SNCF ↔ Champ de Mars → Les halles → St Michel → Champ de Mars ;
- ligne 5 : Cesson Bourg ↔ Champ de Mars ↔ Gare SNCF ↔ Ploufragan (5A : Villes Moisans ; 5B : La Villette) ;
- ligne 8 : Hôtel de Ville ↔ Champ de Mars ↔ Trégueux (8A : République ; 8B : Villebonne) ;
- ligne 13 : Hôtel de Ville ↔ Champ de Mars ↔ Langueux ↔ Les grèves ;
- ligne 15 : Champ de Mars ↔ Plédran.

Le 15 avril 1991, le réseau est étendu à la commune d'Yffiniac avec la création de la ligne 14 et une refonte de la ligne 13 :
- ligne 13 : terminus ramené de l'hôtel de ville au Champ de Mars et abandon de la branche des Grèves au profit de la 14. Dans le bourg de Langueux le trajet se fait en boucle par l'Orangerie sous l'indice 13A ou l'Espace commercial sous l'indice 13B ;
- ligne 14 : création de la ligne au Départ du Champ de Mars avec deux branches, la 14A avec un trajet direct jusqu'aux Roches Tourelles et la 14B par les Grèves et ayant pour terminus Villes Hervé. Cette deuxième branche est remplacée en heures creuses par un TaxiTUB.

Le 10 septembre 1992, le réseau s'étend sur les communes de Trémuson, Saint-Julien et La Méaugon, avec la création de deux nouvelles lignes :
- ligne 10 : Champ de Mars ↔ Ploufragan Villes moisans ↔ Saint Julien ;
- ligne 11 : Champ de Mars ↔ Trémuson (11A) ↔ La Méaugon (11B).

En 1993, la ligne 11 est renforcée.
Le 8 septembre 1994, le réseau est modifié et voit la création de deux nouveaux services :
- création de six lignes scolaires « Tub'Express » (TE1 à TE5 et TE7) ;
- création de services de soirée « Noc'Tub » sur les lignes 3, 5 et 8 du mercredi au samedi soir ;
- création de la ligne 12 entre le Champ de Mars et la patinoire de Langueux les mercredis et samedis après-midi ;
- modifications d'itinéraires sur les lignes 1 à 3 et 5.

En avril 1995, extension des services « Noc'Tub » aux lundis et mardis soir. En septembre, modifications mineures des lignes 5, 11 et 13 et création de lignes Taxi'Tub à Trémuson. Suppression de la TE7 et création de la TE6.
Le réseau compte 12 lignes, plus les Taxi'Tub :
- ligne 1 : Ville Jouha ↔ Champ de Mars ↔ Bonnet Rouges ↔ Calmettes ;
- ligne 2 : C.Com. Villages ↔ Champ de Mars ↔ Brezillet ↔ Ville Oger ;
- ligne 3 : C.Com. Villages ↔ Champ de Mars ↔ Cesson ;
- ligne 4 : Gare SNCF ↔ Champ de Mars ↔ Pasteur (St Michel) ;
- ligne 5 : Cesson ↔ Champ de Mars ↔ Ploufragan (A & B) ;
- ligne 8 : Hôtel de ville ↔ Champ de Mars ↔ Trégueux (A & B) ;
- ligne 10 : Champ de Mars ↔ Ploufragan (villes moisans) ↔ Saint Julien ;
- ligne 11 : Champ de Mars ↔ Trémuson (11A) ↔ La Méaugon (11B) ;
- ligne 12 : Champ de Mars ↔ Patinoire ;
- ligne 13 : Champ de Mars ↔ Langueux (A & B) ;
- ligne 14 : Champ de Mars ↔ Langueux ↔ Yffiniac ↔ Roches Tourelle (14A) ↔ Villes Hervé (14B) ;
- ligne 15 : Champ de Mars ↔ Plédran ;
- Taxi'Tub 21 à 24 et 26 : Saint-Brieuc ;
- Taxi'Tub 31 à 36 : Saint-Julien ;
- Taxi'Tub 41 et 42 : Trégueux ;
- Taxi'Tub 51 et 52 : Plédran ;
- Taxi'Tub 61 à 64 : Langueux ;
- Taxi'Tub 71 à 75 : Yffiniac ;
- Taxi'Tub 81 : La Méaugon ;
- Taxi'Tub 91 et 92 : Trémuson.

Le 2 septembre 1996, le réseau s'étend sur les communes de Hillion, Pordic, Saint-Donan et Tréméloir et la desserte de Langueux et Yffiniac est revue :
- ligne 9 : création de la ligne entre le Champ de Mars et Pordic, en desservant le centre et la pointe, complétée par 6 Taxi'Tub et la Tub'Express 7 ;
- lignes 12 et 14 : prolongement de l'ex-14A à Hillion en desservant le centre et Saint-René, complétée par 4 Taxi'Tub, et la 14B est remplacée par la ligne 12 ;
- ligne 18 : création de la ligne entre le Champ de Mars et Saint-Donan, complété par des services scolaires déjà existants et 2 Taxi'Tub ;
- ligne 19 : création de la ligne entre le Champ de Mars et Tréméloir, complété par des services scolaires déjà existants et 5 Taxi'Tub ;
- ligne 20 : création de la ligne pour remplacer la 12 pour la desserte de la patinoire.

Les lignes 2, 8 et 11 sont renforcées.
Le 6 janvier 1997, la commune de Plérin est desservie par le réseau et trois lignes sont créées et deux lignes existantes sont modifiées, et 7 lignes Taxi'TUB sont créées :
- ligne 6 : intégration de l'ancienne ligne des Cars Rouillard entre Saint-Brieuc et Plérin au réseau, le Van Hool A600 de la ligne est conservé et repeint aux couleurs TUB ;
- ligne 7 : création d'une ligne interne à la commune de Plérin entre le centre et le bourg de Saint-Laurent. C'est la seule ligne à ne pas desservir le Champ de Mars ;
- ligne 9 : la ligne est modifiée pour desservir Plérin et permet de se rendre à Pordic ou à Saint-Brieuc par le Pont d'Armor ;
- ligne 16 : création d'une ligne estivale entre Saint-Brieuc et la plage des Rosaires ;
- ligne 19 : la ligne est modifiée pour desservir le centre de Plérin.

Les lignes 2, 8 et 18 sont renforcées. En septembre, les lignes 3, 5, 6 et 9 sont réajustées.

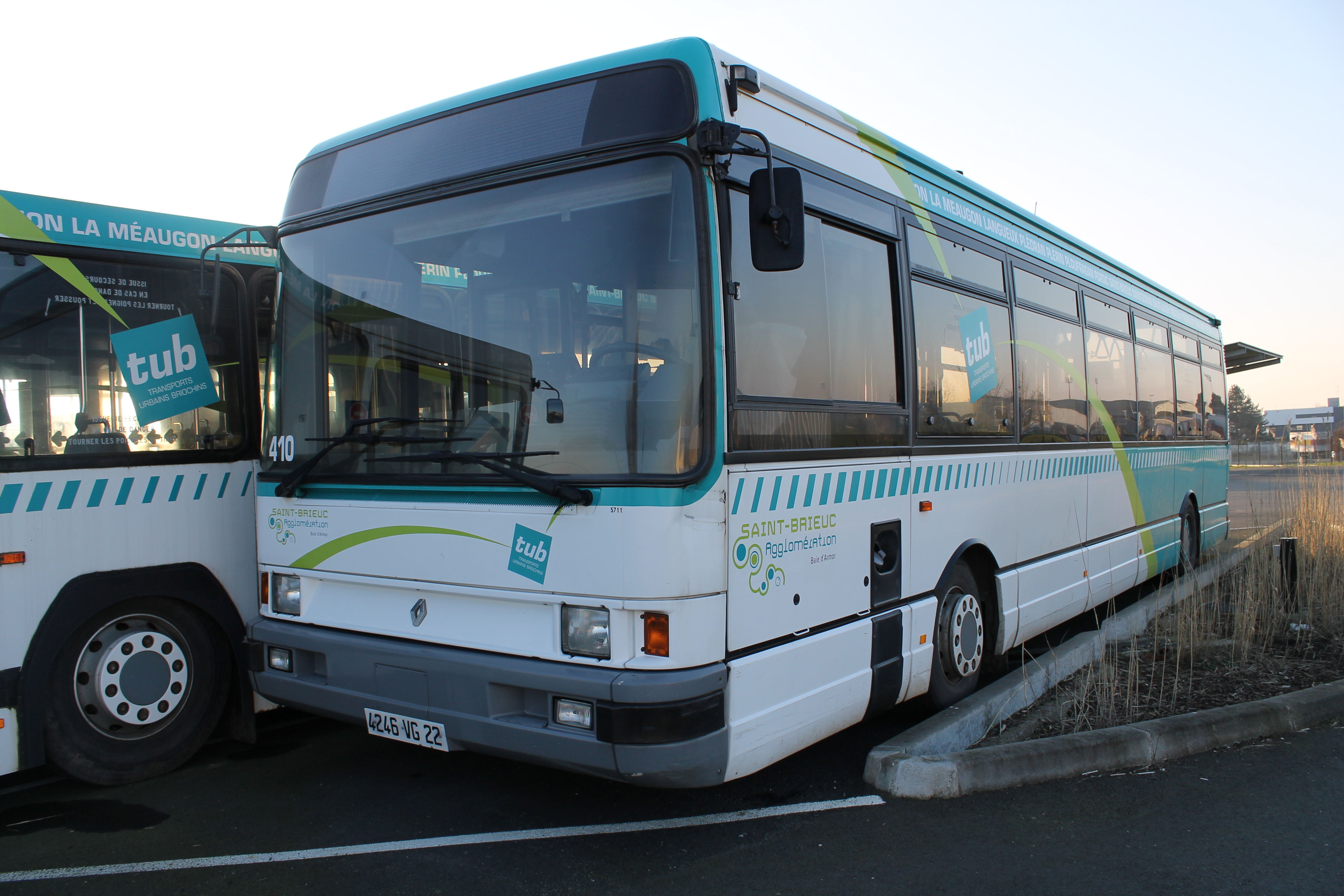
Un Renault R 312 au dépôt.

Le réseau compte désormais 19 lignes :
- ligne 1 : Ville Jouha ↔ Champ de Mars ↔ Calmettes ;
- ligne 2 : C.Com. Villages ↔ Champ de Mars ↔ Ville Oger ;
- ligne 3 : C.Com. Villages ↔ Champ de Mars ↔ Cesson ;
- ligne 4 : Gare SNCF ↔ Champ de Mars ↔ Pasteur (St Michel) ;
- Ligne 5 : Cesson ↔ Champ de Mars ↔ Ploufragan (A & B) ;
- ligne 6 : Champ de Mars ↔ Saint Laurent ;
- ligne 7 : Saint Laurent ↔ Plérin centre ↔ collège Léquier ;
- ligne 8 : Hôtel de ville ↔ Champ de Mars ↔ Trégueux (A & B) ;
- ligne 9 : Champ de Mars ↔ Plérin ↔ Pordic ;
- ligne 10 : Champ de Mars ↔ Ploufragan (villes moisans) ↔ Saint Julien ;
- ligne 11 : Champ de Mars ↔ Trémuson (11A) ↔ La Méaugon (11B) ;
- ligne 12 : Champ de Mars ↔ Langueux les grèves ↔ Villes Hervé ;
- ligne 13 : Champ de Mars ↔ Langueux (A & B) ;
- ligne 14 : Champ de Mars ↔ Langueux ↔ Yffiniac ↔ Roches Tourelles ↔ Hillion ↔ Saint René ;
- ligne 15 : Champ de Mars ↔ Plédran ;
- ligne 16 : Champ de Mars ↔ Plérin ↔ Les Rosaires/Tournemine ;
- ligne 18 : Champ de Mars ↔ Saint Donan ;
- ligne 19 : Champ de Mars ↔ Plérin ↔ Tréméloir ;
- ligne 20 : Champ de Mars ↔ Patinoire.

En 1998, le quartier de Saint-Hervé à Ploufragan est desservi de façon régulière par les lignes 5 et 11. La desserte estivale de la plage de Tournemine par la 16 est supprimée faute de fréquentation à l'été 1997.
En juillet 1999, création d'une navette pour l'aéroport de Saint-Brieuc Armor et circule en fonction des départs et arrivées des avions. Cet anniversaire est fêté du 28 au 30 avril via des expositions sur l'histoire du réseau, des jeux et des visites du dépôt.
Le 6 septembre, les lignes 1 et 8 à Trégueux sont modifiées : La ligne 1 remplace la 8B et la ligne 8A devient la ligne 8, qui ne compte désormais qu'un seul itinéraire. La ligne 15 est renforcée et, à Ploufragan, la ligne 10 dessert la Cité des Métiers.

### Les années 2000

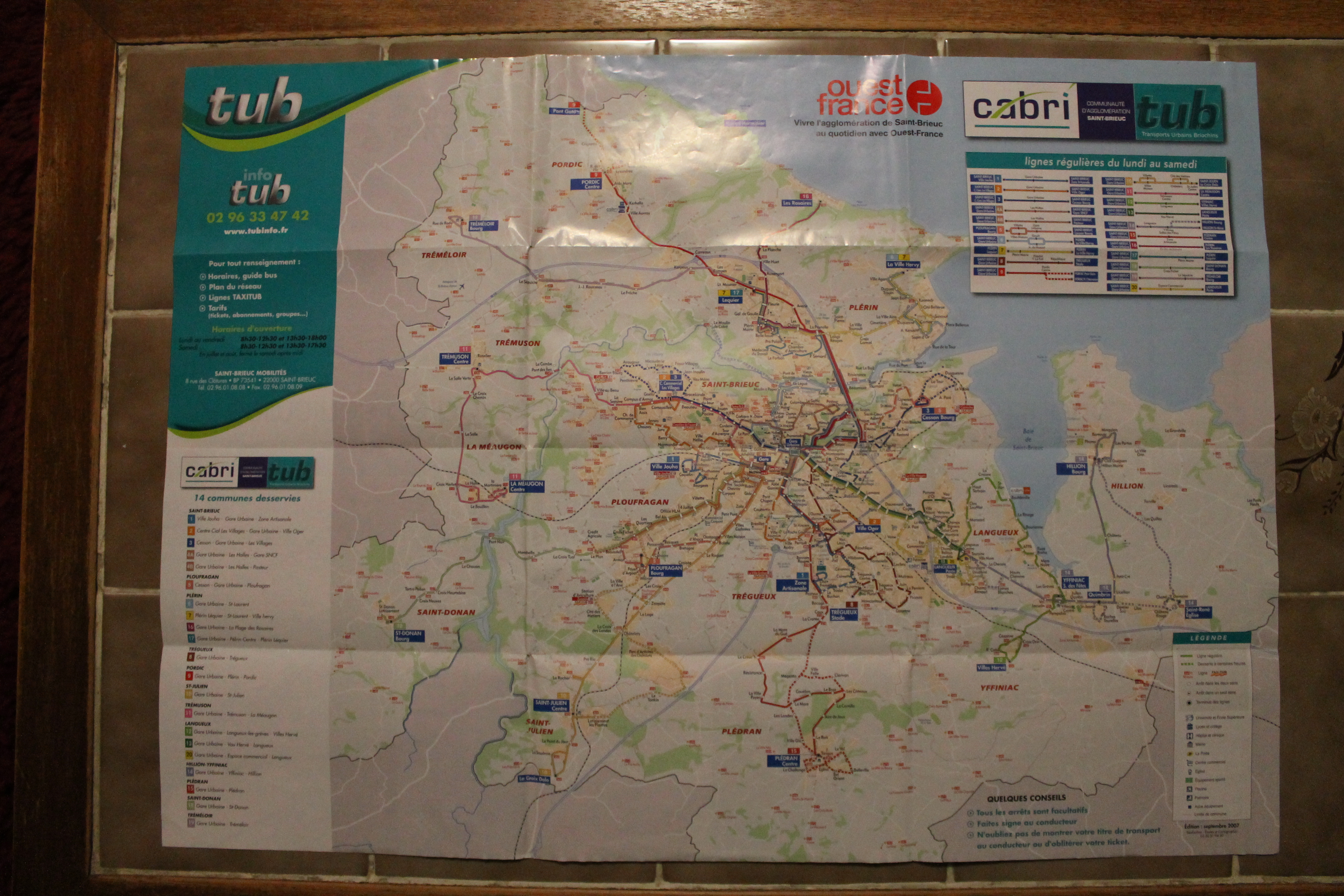
Carte du réseau TUB en 2007.

L'ouverture du site Aquabaie dans le quartier de Brézillet s'accompagne d'un renfort de l'offre de la ligne 2 entre les Champs et la ville Oger. Entre Saint-Brieuc et Plérin, les lignes 9, 16 et 19 empruntent un nouvel itinéraire afin de bénéficier d'une meilleure ponctualité et desservent trois nouveaux arrêts. Création du TE8 entre les Rosaires et le centre de Plérin et de nouveaux Taxi'TUB à Plédran et à la Ville Jouha.
À Langueux, la desserte est modifiée en septembre : La ligne 12 voit son nombre de passages passer de 10 à 14 allers/retours et dispose d'un nouveau trajet dans le bourg. La ligne 13 est simplifiée autour d'un seul trajet, celui du 13A, et reprend la desserte du Vau Hervé à la 12. Le 13B est fusionné au sein de la ligne 20 qui devient une ligne régulière.
En septembre 2003, la ligne 8 est modifiée à Trégueux, tous les services de la ligne 6 sont prolongés à la Ville Hervy et des ajustements sont effectués sur les lignes 1, 11, 13, 18 et 20.
En septembre, les lignes 7 et 9 sont modifiées à Plérin afin de disposer d'un trajet plus rapide et le trajet abandonné de la ligne 9 est repris par la nouvelle ligne 17, ce qui porte le réseau à 20 lignes. À Trégueux, prolongement de la ligne 8 au stade.
À la rentrée 2007, tandis que le réseau est désormais géré par Transdev, il subit des modifications mineures sur les lignes 3 et 5 en semaine, la ligne 2 en soirée est prolongée jusqu'à 22 h 30, la ligne 8 du dimanche dessert Cinéland à certaines heures et la ligne 4 est découpée en deux boucles 4A (Ouest) et 4B (Est),.
| No | Date d'ouverture | Parcours                                                                               | Exploitant                      | Réseau actuel (septembre 2025) |
| -- | ---------------- | -------------------------------------------------------------------------------------- | ------------------------------- | ------------------------------ |
| 1  | 1985             | Ville Jouha ↔ Zone Artisanale                                                          | Saint-Brieuc Mobilités          | C, E et 10                     |
| 2  | 1985             | Centre commercial Les Villages ↔ Ville Oger                                            | Saint-Brieuc Mobilités          | teo, D et E                    |
| 3  | 1985             | Centre commercial Les Villages ↔ Cesson Bourg                                          | Saint-Brieuc Mobilités          | teo et E                       |
| 4A | 1986             | Gare Urbaine ↔ Gare SNCF                                                               | Saint-Brieuc Mobilités          | Supprimée                      |
| 4B | 1986             | Gare Urbaine ↔ Pasteur                                                                 | Saint-Brieuc Mobilités          | 100                            |
| 5  | 1985             | Ploufragan Bourg ↔ Cesson Bourg                                                        | Saint-Brieuc Mobilités          | teo et B                       |
| 6  | 1997             | Gare Urbaine ↔ La ville Hervy                                                          | Saint-Brieuc Mobilités          | D                              |
| 7  | 1997             | Léquier ↔ La ville Hervy                                                               | Saint-Brieuc Mobilités          | D                              |
| 8  | 1985             | Gare Urbaine ↔ Trégueux Stade                                                          | Saint-Brieuc Mobilités          | C et 10                        |
| 9  | 1996             | Gare Urbaine ↔ Pordic Centre / Pont Gato / Place l'Herminier                           | Saint-Brieuc Mobilités - CAT 22 | 10                             |
| 10 | 1992             | Gare Urbaine ↔ Saint-Julien Centre / La Croix Dolo                                     | St-B. M. - CAT 22 - Rouillard   | 50                             |
| 11 | 1992             | Gare Urbaine ↔ Trémuson Centre ↔ La Méaugon Centre                                     | CAT 22                          | 60                             |
| 12 | 1994             | Gare Urbaine ↔ Villes Hervé via Yffiniac                                               | Saint-Brieuc Mobilités          | 30                             |
| 13 | septembre 2002   | Gare Urbaine ↔ Langueux Poste via Vau Hervé                                            |                                 | B et 30                        |
| 14 | 1996             | Gare Urbaine ↔ Yffiniac Salle des fêtes / Quimbrin / Saint-René Église / Hillion Bourg | CAT 22                          | 20                             |
| 15 | 1986             | Gare Urbaine ↔ Plédran Centre                                                          | Rouillard                       | 70                             |
| 16 | 1997             | Gare Urbaine ↔ Les Rosaires (Ligne estivale)                                           | Saint-Brieuc Mobilités          | R                              |
| 17 | 2004             | Gare Urbaine ↔ Léquier                                                                 | Saint-Brieuc Mobilités          | C                              |
| 18 | 1996             | Gare Urbaine ↔ Saint-Donan Bourg                                                       | Saint-Brieuc Mobilités          | 90                             |
| 19 | 1996             | Gare Urbaine ↔ Tréméloir Centre                                                        | Saint-Brieuc Mobilités          | 40                             |
| 20 | septembre 2002   | Gare Urbaine ↔ Langueux Poste via Patinoire                                            | CAT 22                          | B                              |

| No | Date d'ouverture | Parcours                                      | Exploitant             | Réseau actuel (septembre 2025) |
| -- | ---------------- | --------------------------------------------- | ---------------------- | ------------------------------ |
| 2  | 2007             | Gare Urbaine ↔ Ville Oger                     | Saint-Brieuc Mobilités | teo et N3                      |
| 3  | 1994             | Centre commercial Les Villages ↔ Cesson Bourg | Saint-Brieuc Mobilités | teo                            |
| 5  | 1994             | Ploufragan Bourg ↔ Cesson Bourg               | Saint-Brieuc Mobilités | teo et N2                      |
| 8  | 1994             | Gare Urbaine ↔ Trégueux Stade                 | Saint-Brieuc Mobilités | N3                             |

| No  | Date d'ouverture | Parcours                                      | Exploitant             | Réseau actuel (septembre 2025) |
| --- | ---------------- | --------------------------------------------- | ---------------------- | ------------------------------ |
| 3/5 | 1985             | Centre commercial Les Villages ↔ Cesson Bourg | Saint-Brieuc Mobilités | teo                            |
| 5   | 1985             | Ploufragan Bourg ↔ Gare Urbaine               | Saint-Brieuc Mobilités | DF2                            |
| 8   | 1985             | Gare Urbaine ↔ Trégueux Stade                 | Saint-Brieuc Mobilités | DF3                            |
| 9   | 1996             | Gare Urbaine ↔ Pordic Centre                  | Saint-Brieuc Mobilités | Supprimée                      |

Le 27 août 2008, la ligne 4 voit son trajet à deux itinéraires aménagé avec un terminus unique à la gare de Saint-Brieuc et la ligne 10 dessert désormais la Zone d'activités des Châtelets.

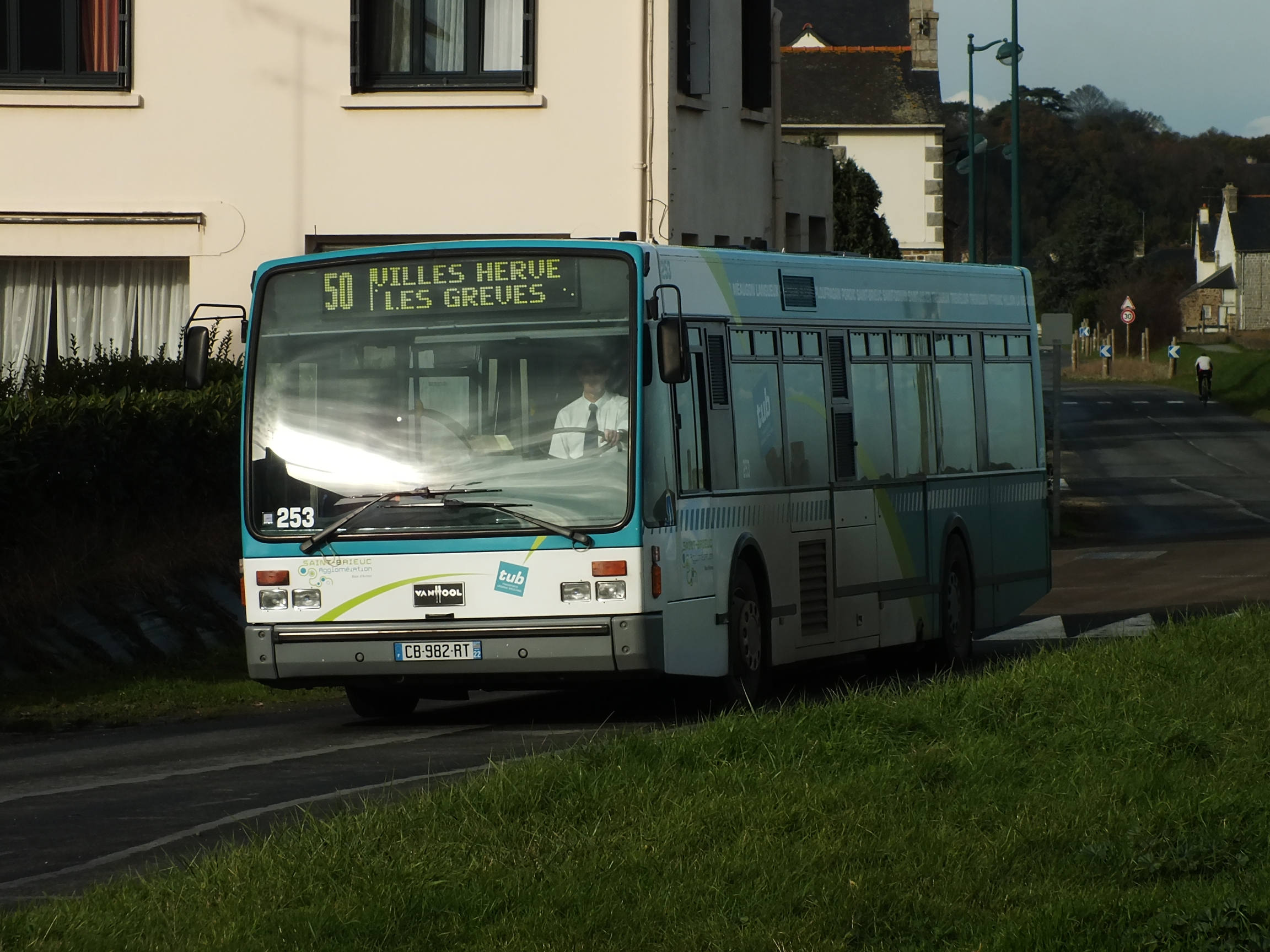
Un Van Hool A300 sur la ligne 50.

Le 17 août 2009, le réseau est intégralement restructuré autour de quatre lignes principales avec des fréquences allant de 12 à 15 minutes, :
- La ligne 1 est supprimée, sa partie sud est reprise par la ligne C1/C2 ;
- La ligne 2 devient la ligne 10 et son itinéraire est modifié ;
- La ligne 3 devient la ligne A et son itinéraire est modifié ;
- Les lignes 4A et 4B sont inchangées ;
- La ligne 5 devient la ligne B et son itinéraire est modifié ;
- Les lignes 6 et 7 sont restructurées pour former les lignes 20 et 30 ;
- Les lignes 8, 9 et 17 fusionnent pour former la ligne C1/C2 ;
- La ligne 10 devient la ligne 40 ;
- La ligne 11 devient la ligne 80 ;
- La ligne 12 devient la ligne 50 ;
- Les lignes 13 et 20 fusionnent pour former la ligne D1/D2 ;
- La ligne 14 devient la ligne 60 ;
- La ligne 15 devient la ligne 70 ;
- La ligne 16 devient la ligne CR et le tronçon entre Plérin et St-Brieuc est supprimé, nécessitant de prendre la ligne C ;
- La ligne 18 devient la ligne 90 ;
- La ligne 19 devient la ligne 100 ;
- Le Taxi'TUB dessert plus de secteurs et fonctionne en rabattement sur les lignes régulières[27].

Le 12 octobre 2009, la ligne 20 voit son itinéraire modifié, tandis que des ajustements sont effectués sur les lignes C1/C2, 30, 40, 50, 60 et 100.

### Les années 2010
Le 4 janvier 2010, le réseau est à nouveau modifié, : La branche C1 desservant Brézillet est remplacée par la ligne 110 (retour partiel de la ligne 1 d'avant 2009), les indices C1 et C2 disparaissant au profit du seul indice C et création d'une ligne 120 afin de desservir la Cité des métiers (CFA) de Ploufragan et la zone Cap Entreprises et permet ainsi de simplifier et renforcer la ligne 40. Le 16 août 2010, le réseau subit quelques adaptations : Les lignes C, D et 30 voient leurs horaires ajustées, la desserte de la Zone c'activités des Châtelets de la ligne 40 est reprise par la 120 et la boucle 4A (Ouest) de la ligne 4 disparaît.
Pour l'été 2011, la ligne estivale CR est remplacée par la ligne R, qui commence son service le 18 juin, qui rétablit l'ancien itinéraire direct depuis Saint-Brieuc de l'ancienne ligne 16,. L'été 2011 voit aussi la mise en place d'un nouveau site internet.
Le 3 septembre 2012, la nouvelle Gare urbaine, située devant le centre commercial des Champs, est mise en service. La ligne A abandonne les dessertes de la boucle du Valais, au profit de la ligne 10, et du quartier de Berrin au profit du Taxi'TUB et voit sa fréquence passer à 10 minutes en heures de pointe et 15 minutes en heures creuses du lundi au samedi. La ligne B voit son itinéraire modifié et dessert la Ville Oger en lieu et place de la ligne 10, qui voit sa desserte de la boucle des Villages réduite, et devient la première ligne certifiée accessible aux personnes à mobilité réduite.
En 2013, l'exploitation du réseau est assuré par une Société publique locale, Baie d'Armor Transports.
En septembre, la ligne 4 est modifiée et passe désormais par le centre-ville puis le quartier de Robien, tandis que la ligne 130 est mise en service afin de mieux desservir les villages et hameaux de Ploufragan.
Originellement prévu pour le 12 novembre 2014, la déviation des lignes A, C, 10 et 100 par le premier tronçon du futur Transport Est-Ouest a été repoussé au 23 février 2015, et est accompagnée de modifications mineures sur les lignes 20, 40, 70 et 130.
Le 6 juillet 2015, début de l'équipement de la ligne A en autobus articulés Iveco Bus Urbanway 18, qui s'est étalé jusqu'en février 2016.

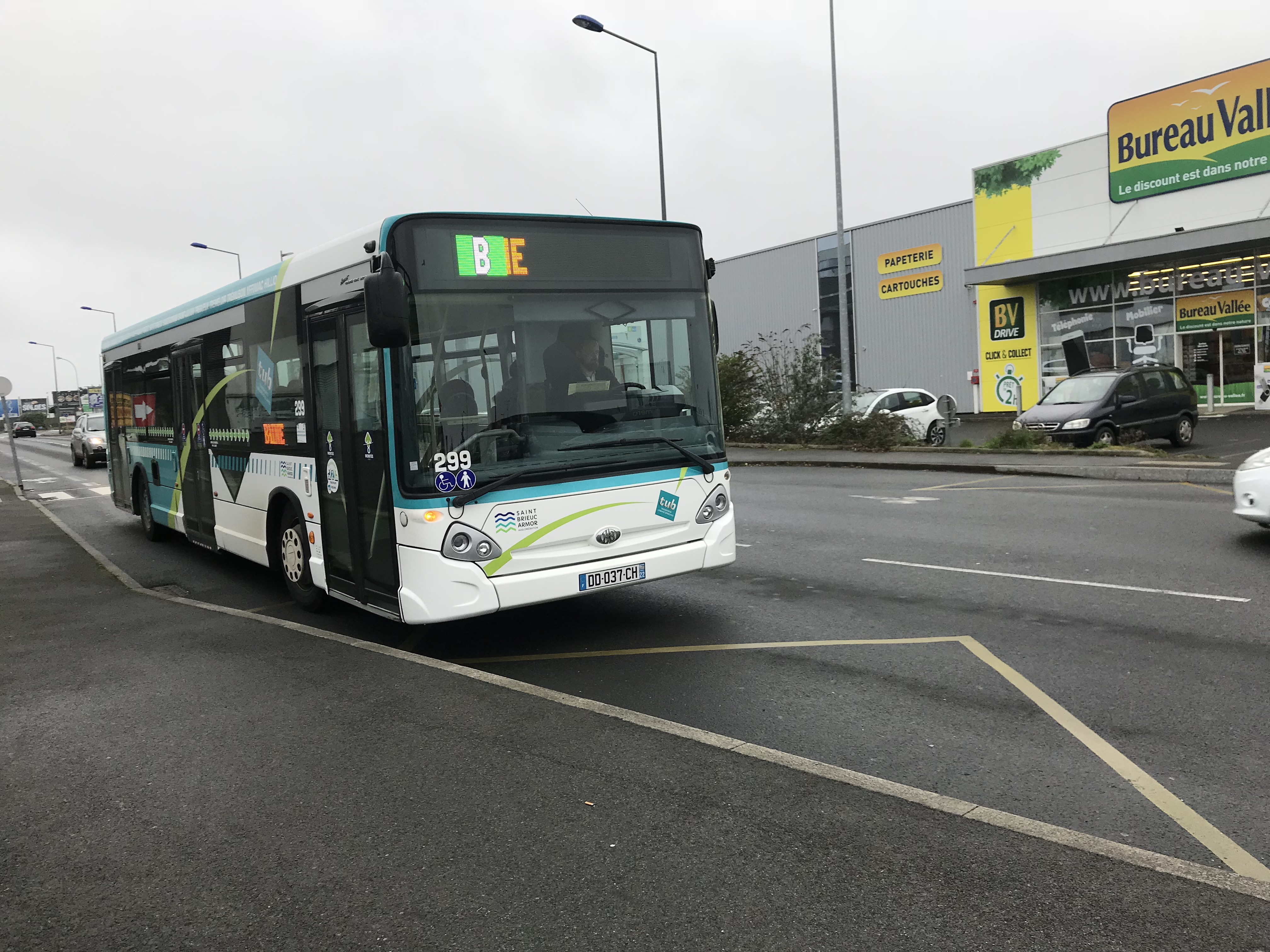
Un Heuliez GX 327 sur la ligne B à Langueux.

Le 1er janvier 2016, le nombre de communes desservies passe de 14 à 13 à la suite de l'intégration de la commune de Tréméloir au sein de la commune de Pordic.
Le 4 janvier 2016, le réseau subit de nouvelles adaptations, particulièrement sur les lignes C, 110, soirée et dimanches et jours fériés, en plus de la mise en service des quatre derniers Iveco Bus Urbanway 18 manquants sur la ligne A, :
- Mise en service d'un nouvel arrêt Palais de justice sur les lignes A et C ;
- Déplacement du terminus de la ligne A à Cesson de l'arrêt Bourg au nouvel arrêt République à la suite des plaintes des riverains de la rue Amiral-Courbet ;
- Ligne C : C'est l'un des deux principaux changements, la ligne est amputée au nord de la desserte de Pordic avec un terminus à Plérin dans la Zone d'activités de l'Arrivée nouvellement desservie. Au sud, le tronçon entre les arrêts Le Brun à Trégueux et Patinoire à Langueux est supprimé et entre les arrêts Moncontour et Juin la ligne abandonne la desserte de l'ensemble des arrêts au profit d'un trajet plus direct, tandis qu'entre la Gare urbaine et l'arrêt Proust, la ligne C passe par le trajet de la ligne 110, et entre cette même gare urbaine et le pôle universitaire, la ligne passe dans les deux sens via le trajet de la ligne A, au lieu d'un seul sens, tandis que l'autre direction Pordic passait par le boulevard de Sévigné.
- Ligne 110 : L'autre principal changement, en lien direct avec le précédent. Au nord, la ligne est prolongée à Pordic par l'ancien trajet du C sauf dans le centre de Plérin où la ligne est directe par la rue du 8 mai, et la desserte de Pordic voit la fin de la desserte de la Ville au Bas et le déplacement du terminus Pordic Centre à l'arrêt Baschamps. Au sud, la ligne reprend les anciens trajets du C entre la Gare urbaine et l'arrêt Proust, et abandonne la desserte de l'arrêt Bleu Pluriel, que la C dessert aussi, au profit d'un prolongement à Trégueux Stade par l'autre section abandonnée par la C à Trégueux. À certaines heures, un prolongement jusqu'à l'arrêt Pin Parasol, à proximité de l'actuel terminus Langueux Patinoire, est assuré en desservant la zone commerciale.
- Réseau de soirée : L'ensemble des lignes sont renumérotées pour des questions de lisibilité, les lignes A, B, C, D et 10 Soir deviennent les lignes N1 à N5 avec des changements d'itinéraires sauf pour la N2 :
  - Lignes N1 et N5 (anciennement A et 10 Soir) : Déplacement du terminus Cesson Bourg à Cesson République ;
  - Ligne N3 (anciennement C Soir) : Prolongement de la mairie de Plérin à la ZA de l'Arrivée ;
  - Ligne N4 (anciennement D soir) : Desserte de Langueux en boucle avec arrivée par l'arrêt Alain Colas nouvellement desservi et retour par le trajet existant.
- Réseau des dimanches et fêtes : À l'instar du réseau de soirée, les lignes sont renumérotées et certains itinéraires changent. La ligne A-10 Dimanche devient la ligne DF1 avec déplacement du terminus Cesson Bourg à Cesson République et les lignes C et D Dimanche fusionnent pour former la ligne DF2 avec déplacement du terminus de Trégueux de l'arrêt Bleu Pluriel à Le Brun.

Le 1er septembre 2016, les lignes N1 à N4 sont prolongées les jeudis, vendredis et samedis soir et assurent leurs derniers départs à 0 h 30 environ. La ligne N2 dessert la zone commerciale de Brézillet et la ligne N5 est supprimée.

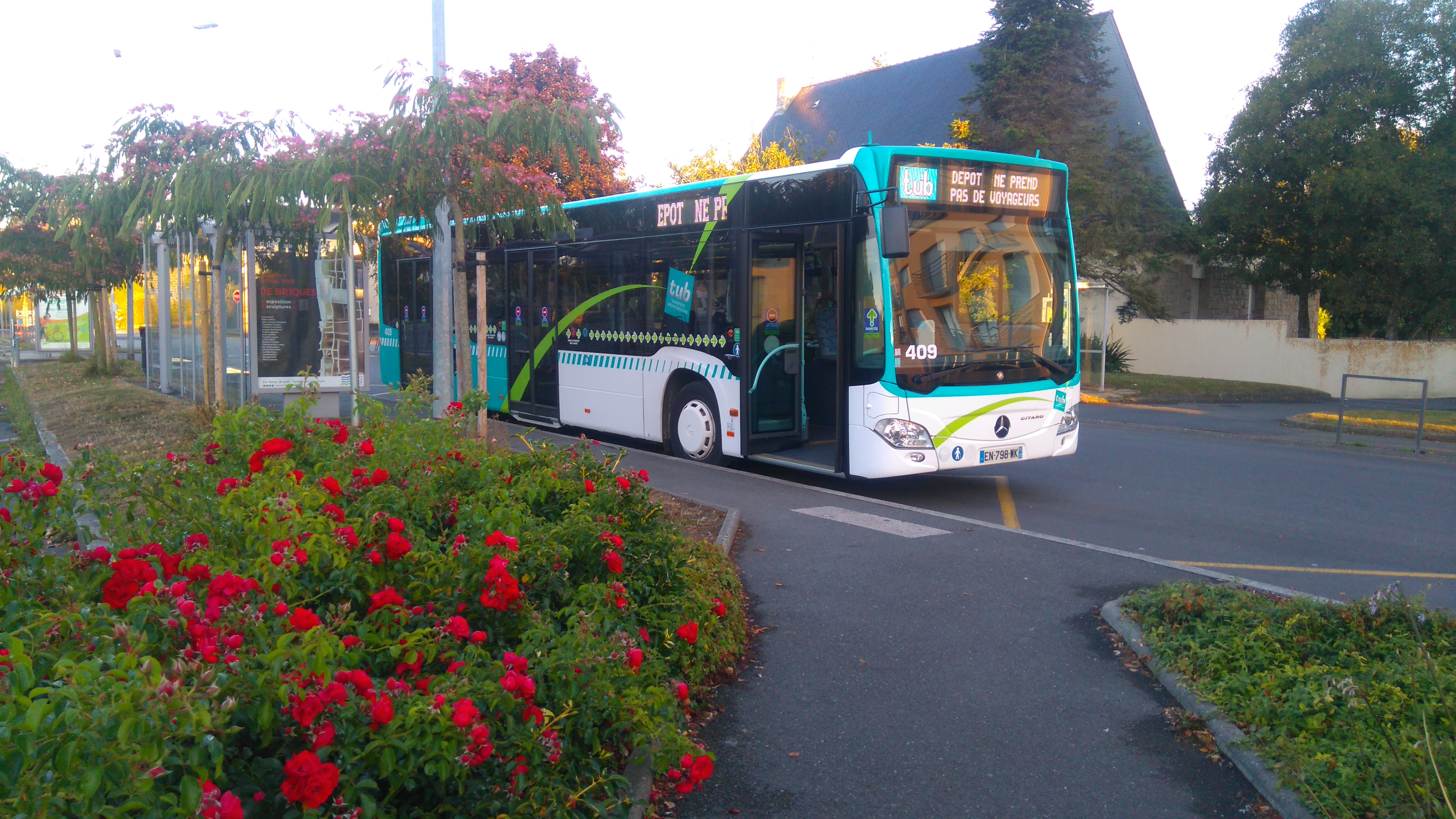
Un Mercedes-Benz Citaro en pause à l'arrêt Langueux Centre.

Le 4 septembre 2017, le réseau est restructuré, en intégrant les 19 nouvelles communes au sein de l'agglomération via l'extension du transport à la demande :
- La ligne B voit son itinéraire modifié, elle reprend l'itinéraire de l'ancienne ligne D et ne dessert plus la Ville Oger ;
- La ligne D voit son itinéraire modifié, elle dessert désormais le quartier de la Ville Oger et Plérin (anciennes lignes 20 & 30) ;
- Les lignes A et C, 70, 90, 120 & 130 sont quasi-inchangées, sauf au niveau de la gare en raison des travaux du TEO ;
- La ligne E est créée, elle reprend l'itinéraire de l'ancienne ligne 10 ;
- La ligne 4 est remplacée par deux nouvelles lignes : la 100 et la Navette Centre-ville (NCV) ;
- La ligne 40 devient la ligne 50 ;
- La ligne 50 devient la ligne 30 ;
- La ligne 60 devient la ligne 20 ;
- La ligne 80 devient la ligne 60 ;
- La ligne 110 devient la ligne 10 ;
- La ligne TE11 devient la ligne 80 ;
- La ligne 100 devient la ligne 40 et reprend en partie l'ancienne ligne 4 ;
- La ligne DF3 est créée, circulant uniquement en période scolaire au départ de la gare et à destination du lycée Sacré Cœur ;
- 3 lignes matinales sont créées avec les premiers départs aux alentours de 5 h 10.

Le 3 septembre 2018, le réseau Noc'Tub est réorganisé autour de trois lignes (N1 à N3), la ligne 7 de l'ancien réseau départemental Ti'Bus est intégrée au réseau TUB et le transport scolaire est désormais assuré sur l'ensemble de l'agglomération par le réseau TUB.

### Les années 2020
À la rentrée de septembre 2023, la ligne 120 est intégrée à la ligne 50.
| Ligne | Caractéristiques | Caractéristiques                                           | Caractéristiques                                           | Caractéristiques                                           | Caractéristiques                                           | Caractéristiques                                           | Caractéristiques                                           | Caractéristiques                                           | Caractéristiques                                           |
| 120   | Saint-Brieuc — Gare Routière Robien ⥋ Trégueux — Boisillon | Saint-Brieuc — Gare Routière Robien ⥋ Trégueux — Boisillon | Saint-Brieuc — Gare Routière Robien ⥋ Trégueux — Boisillon | Saint-Brieuc — Gare Routière Robien ⥋ Trégueux — Boisillon | Saint-Brieuc — Gare Routière Robien ⥋ Trégueux — Boisillon | Saint-Brieuc — Gare Routière Robien ⥋ Trégueux — Boisillon | Saint-Brieuc — Gare Routière Robien ⥋ Trégueux — Boisillon | Saint-Brieuc — Gare Routière Robien ⥋ Trégueux — Boisillon | Saint-Brieuc — Gare Routière Robien ⥋ Trégueux — Boisillon |
| ----- | --- | ---------------------------------------------------------- | ---------------------------------------------------------- | ---------------------------------------------------------- | ---------------------------------------------------------- | ---------------------------------------------------------- | ---------------------------------------------------------- | ---------------------------------------------------------- | ---------------------------------------------------------- |
| 120   | Ouverture / Fermeture 4 janvier 2010 / 1er septembre 2023 | Longueur —                                                 | Durée 19 min                                               | Nb. d’arrêts 23                                            | Matériel —                                                 | Jours de fonctionnement L, Ma, Me, J, V                    | Jour / Soir / Nuit / Fêtes O / N / N / N                   | Voy. / an —                                                | Exploitant Baie d'Armor Transports / Rouillard             |
| 120   | Desserte : - Ville et lieux desservis : Saint-Brieuc (Centre commercial Les Champs, Bibliothèque André Malraux, École municipale des beaux-arts), Ploufragan (Zoopôle, Zone industrielle des Châtelets) et Trégueux (Zone industrielle des Châtelets, Cap Entreprise). - Gares desservies : Gare de Saint-Brieuc.                                                                |                                                            |                                                            |                                                            |                                                            |                                                            |                                                            |                                                            |                                                            |
| 120   | Autre : - Arrêts non accessibles aux PMR : LDA, Sabot et S. Guyot. - Amplitudes horaires : La ligne fonctionne du lundi au vendredi sauf jours fériés de 7 h à 19 h 5. - Particularités : En dehors des horaires de fonctionnement de la ligne, la desserte de la Zone industrielle des Châtelets est assurée par Proxitub. - Date de dernière mise à jour : 1er septembre 2023. |                                                            |                                                            |                                                            |                                                            |                                                            |                                                            |                                                            |                                                            |
| 120   | Dernière actualisation : — |                                                            |                                                            |                                                            |                                                            |                                                            |                                                            |                                                            |                                                            |

À la rentrée de septembre 2025 le réseau subit quelques modifications, en lien avec l'ouverture de la ligne à haut niveau de service TEO.
- Les lignes A, M1, N1, DF1 sont fusionnées dans un itinéraire commun TEO, cette ligne reprend l'itinéraire de la ligne A (2024-2025) en y intégrant le nouveau tronçon Les Villages <> P+R Plaines-Villes à raison d'un bus sur deux en journée. Cette ligne circule du Lundi au Samedi de 5h à 23h (00h les Vendredis et Samedis), le Dimanche et les Jours Fériés de 10h à 19h30.
- La ligne E est reconfigurée à l'Ouest, elle emprunte le trajet suivant : Les Villages <> Ville Jouha <> Carpont - Espace Commercial <> Robien <> Gare Robien <> Gare Centre. Elle ne dessert plus les Plaines-Villes, la CAF et le lycée Marie-Balavenne.
- La ligne NCV est supprimée en raison de sa faible fréquentation. Une partie de sa desserte sud est intégrée à la ligne E, qui a été reconfigurée pour l'occasion.
- Le service du dimanche et des jours fériés est étendu aux communes de Langueux et Plérin, et débute à 10h au lieu de 13h30. On retrouve donc :
  - Ligne TEO (Nouveau) - Saint-Brieuc Ouest <> Saint-Brieuc Centre <> Saint-Brieuc Est
  - Ligne DF2 - Langueux (Nouveau) <> Saint-Brieuc Centre <> Ploufragan
  - Ligne DF3 (Nouveau) - Trégueux <> Saint-Brieuc Centre <> Plérin (Nouveau)
  - Ligne DF4 (Ancien DF3) - Gare Centre > Saint-Brieuc Ouest > Saint-Brieuc Centre > Pôle Universitaire > Sacré-Cœur (en service les veilles de jours scolaires pour desservir les lycées et l’université)
- La ligne 10 est prolongée jusqu'à Binic (Les Prés Calans) sur certains services.
- La ligne 50 est prolongée jusqu'à Plaintel (Malakoff) sur tous les services et jusqu'à Plaintel (Centre) sur certains services.
- La ligne 55 est créée, elle circule entre Quintin (Centre de Santé) et Plaintel (Centre).

| Ligne | Caractéristiques | Caractéristiques                                                                                                 | Caractéristiques                                                                                                 | Caractéristiques                                                                                                 | Caractéristiques                                                                                                 | Caractéristiques                                                                                                 | Caractéristiques                                                                                                 | Caractéristiques                                                                                                 | Caractéristiques                                                                                                 |
| A     | Saint-Brieuc — P+R Avenir ou Cesson République (un bus sur deux) ⥋ Saint-Brieuc — Les Villages Espace commercial | Saint-Brieuc — P+R Avenir ou Cesson République (un bus sur deux) ⥋ Saint-Brieuc — Les Villages Espace commercial | Saint-Brieuc — P+R Avenir ou Cesson République (un bus sur deux) ⥋ Saint-Brieuc — Les Villages Espace commercial | Saint-Brieuc — P+R Avenir ou Cesson République (un bus sur deux) ⥋ Saint-Brieuc — Les Villages Espace commercial | Saint-Brieuc — P+R Avenir ou Cesson République (un bus sur deux) ⥋ Saint-Brieuc — Les Villages Espace commercial | Saint-Brieuc — P+R Avenir ou Cesson République (un bus sur deux) ⥋ Saint-Brieuc — Les Villages Espace commercial | Saint-Brieuc — P+R Avenir ou Cesson République (un bus sur deux) ⥋ Saint-Brieuc — Les Villages Espace commercial | Saint-Brieuc — P+R Avenir ou Cesson République (un bus sur deux) ⥋ Saint-Brieuc — Les Villages Espace commercial | Saint-Brieuc — P+R Avenir ou Cesson République (un bus sur deux) ⥋ Saint-Brieuc — Les Villages Espace commercial |
| ----- | --- | --- | --- | --- | --- | --- | --- | --- | --- |
| A     | Ouverture / Fermeture 17 août 2009 / 1er septembre 2025 | Longueur 6,4 à 8,2 km                                                                                            | Durée 20 à 35 min                                                                                                | Nb. d’arrêts 16 (+ 7)                                                                                            | Matériel Urbanway 18 Citelis 18                                                                                  | Jours de fonctionnement L, Ma, Me, J, V, S                                                                       | Jour / Soir / Nuit / Fêtes O / N / N / N                                                                         | Voy. / an 1,48 million                                                                                           | Exploitant Baie d'Armor Transports                                                                               |
| A     | Desserte : - Ville et lieux desservis : Saint-Brieuc (Maison du Diocèse, Lycée Chaptal, Lycée Sacré-Cœur, Campus Mazier, Piscine Aquaval, Palais de Justice, Centre commercial Les Champs, Bibliothèque André Malraux, École municipale des beaux-arts, Centre hospitalier des Capucins, Lycée Marie-Balavenne, Stade Hélène Boucher, Centre commercial Les Villages). - Gares desservies : Gare de Saint-Brieuc.                                                                                    | | | | | | | | |
| A     | Autre : - Arrêts non accessibles aux PMR : Lisbonne et St-Jouan. - Amplitudes horaires : la ligne fonctionne du lundi au samedi sauf jours fériés de 6 h 8 à 20 h 25. - Particularités : le dernier départ de chaque sens a pour terminus l'arrêt Gare Centre, et offre une correspondance avec le premier bus de chaque sens de la ligne N1. - Date de dernière mise à jour : 19 juin 2025. | | | | | | | | |
| A     | Dernière actualisation : — | | | | | | | | |
| M1    | Saint-Brieuc — Les Villages Espace commercial ⥋ Saint-Brieuc — Cesson République | Saint-Brieuc — Les Villages Espace commercial ⥋ Saint-Brieuc — Cesson République                                 | Saint-Brieuc — Les Villages Espace commercial ⥋ Saint-Brieuc — Cesson République                                 | Saint-Brieuc — Les Villages Espace commercial ⥋ Saint-Brieuc — Cesson République                                 | Saint-Brieuc — Les Villages Espace commercial ⥋ Saint-Brieuc — Cesson République                                 | Saint-Brieuc — Les Villages Espace commercial ⥋ Saint-Brieuc — Cesson République                                 | Saint-Brieuc — Les Villages Espace commercial ⥋ Saint-Brieuc — Cesson République                                 | Saint-Brieuc — Les Villages Espace commercial ⥋ Saint-Brieuc — Cesson République                                 | Saint-Brieuc — Les Villages Espace commercial ⥋ Saint-Brieuc — Cesson République                                 |
| M1    | Ouverture / Fermeture 4 septembre 2017 / 1er septembre 2025 | Longueur 7,12 km                                                                                                 | Durée 26-29 min                                                                                                  | Nb. d’arrêts 24                                                                                                  | Matériel — | Jours de fonctionnement L, Ma, Me, J, V, S                                                                       | Jour / Soir / Nuit / Fêtes N / N / O / N                                                                         | Voy. / an — | Exploitants CAT 22 Rouillard                                                                                     |
| M1    | Desserte : - Ville et lieux desservis : Saint-Brieuc (Centre commercial Les Villages, Stade Hélène Boucher, Lycée Marie-Balavenne, Centre hospitalier des Capucins, Bibliothèque André Malraux, Centre commercial Les Champs, Palais de Justice, Cité universitaire, Piscine Aquaval, Campus Mazier, Lycée professionnel Sacré-Cœur, Maison du Diocèse). - Gares desservies : Gare de Saint-Brieuc.                                                                                                  | | | | | | | | |
| M1    | Autre : - Arrêts non accessibles aux PMR : Saint-Jouan. - Amplitudes horaires : La ligne fonctionne du lundi au samedi hors jours fériés à raison d'un aller-retour entre 5 h 15 et 5 h 45 environ le matin, avant la prise de service de la ligne A. - Date de dernière mise à jour : 19 juin 2025. | | | | | | | | |
| M1    | Dernière actualisation : — | | | | | | | | |
| N1    | Saint-Brieuc — Les Villages Espace commercial ⥋ Saint-Brieuc — Cesson République | Saint-Brieuc — Les Villages Espace commercial ⥋ Saint-Brieuc — Cesson République                                 | Saint-Brieuc — Les Villages Espace commercial ⥋ Saint-Brieuc — Cesson République                                 | Saint-Brieuc — Les Villages Espace commercial ⥋ Saint-Brieuc — Cesson République                                 | Saint-Brieuc — Les Villages Espace commercial ⥋ Saint-Brieuc — Cesson République                                 | Saint-Brieuc — Les Villages Espace commercial ⥋ Saint-Brieuc — Cesson République                                 | Saint-Brieuc — Les Villages Espace commercial ⥋ Saint-Brieuc — Cesson République                                 | Saint-Brieuc — Les Villages Espace commercial ⥋ Saint-Brieuc — Cesson République                                 | Saint-Brieuc — Les Villages Espace commercial ⥋ Saint-Brieuc — Cesson République                                 |
| N1    | Ouverture / Fermeture 4 janvier 2016 / 1er septembre 2025 | Longueur 7,12 km                                                                                                 | Durée 30 min | Nb. d’arrêts 24                                                                                                  | Matériel — | Jours de fonctionnement L, Ma, Me, J, V, S                                                                       | Jour / Soir / Nuit / Fêtes N / O / N / N                                                                         | Voy. / an — | Exploitant CAT 22 Rouillard                                                                                      |
| N1    | Desserte : - Ville et lieux desservis : Saint-Brieuc (Centre commercial Les Villages, Stade Hélène Boucher, Lycée Marie-Balavenne, Centre hospitalier des Capucins, Bibliothèque André Malraux, Centre commercial Les Champs, Palais de Justice, Cité universitaire, Piscine Aquaval, Campus Mazier, Lycée professionnel Sacré-Cœur, Maison du Diocèse). - Gares desservies : Gare de Saint-Brieuc.                                                                                                  | | | | | | | | |
| N1    | Autre : - Arrêts non accessibles aux PMR : St-Jouan. - Amplitudes horaires : La ligne fonctionne du lundi au mercredi soir de 20 h 30 à 22 h 45 et les jeudis, vendredis et samedis soir jusqu'à 23 h 59 environ, sauf jours fériés. - Particularités : Le premier départ de chaque sens s'effectue à l'arrêt Gare Centre par correspondance avec dernier bus de chaque sens de la ligne A. - Date de dernière mise à jour : 19 juin 2025.                                                           | | | | | | | | |
| N1    | Dernière actualisation : — | | | | | | | | |
| DF1   | Saint-Brieuc — Les Villages Espace commercial ⥋ Saint-Brieuc — Cesson République | Saint-Brieuc — Les Villages Espace commercial ⥋ Saint-Brieuc — Cesson République                                 | Saint-Brieuc — Les Villages Espace commercial ⥋ Saint-Brieuc — Cesson République                                 | Saint-Brieuc — Les Villages Espace commercial ⥋ Saint-Brieuc — Cesson République                                 | Saint-Brieuc — Les Villages Espace commercial ⥋ Saint-Brieuc — Cesson République                                 | Saint-Brieuc — Les Villages Espace commercial ⥋ Saint-Brieuc — Cesson République                                 | Saint-Brieuc — Les Villages Espace commercial ⥋ Saint-Brieuc — Cesson République                                 | Saint-Brieuc — Les Villages Espace commercial ⥋ Saint-Brieuc — Cesson République                                 | Saint-Brieuc — Les Villages Espace commercial ⥋ Saint-Brieuc — Cesson République                                 |
| DF1   | Ouverture / Fermeture 4 janvier 2016 / 1er septembre 2025 | Longueur 13 km                                                                                                   | Durée 23-33 min                                                                                                  | Nb. d’arrêts 35                                                                                                  | Matériel Urbanway 12                                                                                             | Jours de fonctionnement D et jours fériés                                                                        | Jour / Soir / Nuit / Fêtes O / N / N / O                                                                         | Voy. / an — | Exploitant Rouillard                                                                                             |
| DF1   | Desserte : - Ville et lieux desservis : Saint-Brieuc (Centre commercial Les Villages, Stade Hélène Boucher, Lycée Marie-Balavenne, Centre hospitalier des Capucins, Bibliothèque André Malraux, Centre commercial Les Champs, Palais de Justice, Lycée Rabelais, Stade Fred-Aubert, Centre hospitalier privé, Maison d'arrêt, Cité universitaire, Piscine Aquaval, Campus Mazier, IUT, Lycée Chaptal, Lycée professionnel Sacré-Cœur, Maison du Diocèse). - Gares desservies : Gare de Saint-Brieuc. | | | | | | | | |
| DF1   | Autre : - Arrêts non accessibles aux PMR : Saint-Jouan. - Amplitudes horaires : La ligne fonctionne les dimanches et jours fériés de 13 h 35 à 19 h 20. - Particularités : Le premier départ direction Cesson se fait à l'arrêt Gare Centre et le dernier départ vers ce même terminus est limité à l'arrêt Gare Centre. - Date de dernière mise à jour : 19 juin 2025. | | | | | | | | |
| DF1   | Dernière actualisation : — | | | | | | | | |
| NCV   | Navette Cœur de Ville | Navette Cœur de Ville                                                                                            | Navette Cœur de Ville                                                                                            | Navette Cœur de Ville                                                                                            | Navette Cœur de Ville                                                                                            | Navette Cœur de Ville                                                                                            | Navette Cœur de Ville                                                                                            | Navette Cœur de Ville                                                                                            | Navette Cœur de Ville                                                                                            |
| NCV   | Saint-Brieuc — Clemenceau ⥋ Saint-Brieuc — Gare routière Robien (circulaire) | | | | | | | | |
| NCV   | Ouverture / Fermeture 4 septembre 2017 / 1er septembre 2025 | Longueur 4,65 km                                                                                                 | Durée 20 min | Nb. d’arrêts 16                                                                                                  | Matériel Cytios 3/23 Heuliez GX 127                                                                              | Jours de fonctionnement L, Ma, Me, J, V, S                                                                       | Jour / Soir / Nuit / Fêtes O / N / N / N                                                                         | Voy. / an — | Exploitant Baie d'Armor Transports                                                                               |
| NCV   | Desserte : - Ville et lieux desservis : Saint-Brieuc - Gares desservies : Gare de Saint-Brieuc. | | | | | | | | |
| NCV   | Autre : - Arrêts non accessibles aux PMR : Musée, Saint-Michel, Promenades. - Amplitudes horaires : La ligne fonctionne du lundi au vendredi sauf jours fériés de 7 h 30 à 19 h 20 et le samedi de 9 h 30 à 18 h 50 environ, sous la forme d'une ligne circulaire dans le sens des aiguilles d'une montre, hors tronc commun. - Particularités : cette ligne est totalement gratuite. - Date de dernière mise à jour : 19 juin 2025.                                                                 | | | | | | | | |
| NCV   | Dernière actualisation : — | | | | | | | | |